# Liberia
Liberia, oficialmente la República de Liberia (en inglés: Republic of Liberia), es un país ubicado en la costa oeste de África y que limita con Sierra Leona al noroeste, Costa de Marfil al este y Guinea al norte. Por el sur y el oeste limita con el golfo de Guinea, parte del océano Atlántico, en el punto más cercano del continente africano con Sudamérica, de la cual dista unos 2 840 km. Abarca 111 369 km² de superficie y cuenta con una población de 4 294 000 habitantes. Su lengua oficial es el inglés aunque también se hablan alrededor de treinta lenguas indígenas, de las que destacan el kpelle, bassa, vai, grebo, craví, guisí, gola y el criollo «inglés liberiano».
El clima es cálido, tropical y húmedo (ecuatorial). Cuenta con una estación de lluvias provocada por el monzón africano (mayo a octubre) aunque las precipitaciones son frecuentes a lo largo del año. El período más seco se produce entre los meses de diciembre a febrero, con mayor predominancia en el norte.
Liberia comenzó a principios del siglo XIX como un proyecto de la Sociedad Americana de Colonización (ACS), que creía que las personas negras tendrían mejores oportunidades de libertad en África que en los Estados Unidos. Entre 1822 y el estallido de la guerra civil estadounidense en 1861, más de 15 000 afroamericanos liberados y nacidos libres, junto con 3198 afrocaribeños, se trasladaron a Liberia. Desarrollando gradualmente una identidad americo-liberiana, los colonos llevaron su cultura y tradición con ellos mientras colonizaban a la población indígena. Liderados por los americo-liberianos, Liberia declaró la independencia el 26 de julio de 1847, que Estados Unidos no reconoció hasta el 5 de febrero de 1862.
Liberia fue la primera república africana en proclamar su independencia y es la primera y más antigua república moderna de África. Junto con Etiopía, fue uno de los dos países africanos que mantuvo su soberanía e independencia durante el «Reparto de África» hecho por potencias coloniales europeas. Durante la Segunda Guerra Mundial, Liberia apoyó el esfuerzo bélico de los EE. UU. contra la Alemania nazi y, a cambio, recibió una considerable inversión estadounidense en infraestructura, lo que ayudó a la riqueza y el desarrollo del país. El presidente William Tubman alentó cambios económicos y políticos que aumentaron la prosperidad y el perfil internacional del país. Liberia fue miembro fundador de la Liga de las Naciones, las Naciones Unidas y la Organización de la Unidad Africana.
Los colonos americoliberianos no se llevaban bien con los pueblos indígenas con los que se topaban. Los asentamientos coloniales fueron saqueados por los kru y los grebo desde sus cacicazgos del interior. Los americoliberianos formaron una pequeña élite que tenía un poder político desproporcionado, mientras que los africanos indígenas fueron excluidos de la ciudadanía por derecho de nacimiento en su propia tierra hasta 1904.
En 1980, las tensiones políticas del gobierno de William R. Tolbert dieron lugar a un golpe militar, que marcó el fin del gobierno americano-liberiano y la toma del poder del primer líder indígena de Liberia, Samuel Doe. Estableciendo un régimen dictatorial, Doe fue asesinado en 1990 en el contexto de la Primera guerra civil liberiana que duró desde 1989 hasta 1997 con la elección del líder rebelde Charles Taylor como presidente. En 1998, estalló la Segunda guerra civil liberiana contra su propia dictadura, y Taylor fue derrocado al final de la guerra en 2003. Las dos guerras resultaron en la muerte de 250.000 personas (alrededor del 8% de la población) y el desplazamiento de muchas más, haciendo que la economía de Liberia disminuyese en un 90%.
Un acuerdo de paz en 2003 condujo a elecciones democráticas en 2005, en las cuales Ellen Johnson Sirleaf fue elegida presidenta del país, por lo que se convirtió en la primera mujer elegida democráticamente para gobernar un país africano. El país se ha mantenido relativamente estable desde entonces. La recuperación del país empezó de forma progresiva pero aún hay muchas cosas que mejorar. La estabilidad económica y política se vio amenazada al ser uno de los países asolados por la epidemia de ébola de 2014 junto a Sierra Leona y Guinea, en el transcurso de la cual murieron más de 4500 personas, y se declaró oficialmente finalizada el 8 de mayo de 2015.

## Etimología
El nombre Liberia deriva de la palabra latina «liber» que significa «libre». El topónimo está relacionado con el origen del estado liberiano, un territorio comprado a Sierra Leona en el siglo XIX para repatriar al continente africano a personas esclavizadas y posteriormente libertadas en los Estados Unidos.

## Etnografía
En Liberia hay tres grupos principales de población: los pueblos indígenas, que son mayoría y que emigraron de Sudán occidental en la Edad Media; los inmigrantes negros que llegaron de Estados Unidos y las Indias occidentales; y otros inmigrantes negros de los estados vecinos de África Occidental, que llegaron durante el fin de la esclavitud. La mayor parte de los américo-liberianos llegaron entre los años 1820 y 1865, y después siguieron llegando en pequeños grupos. Estos grupos de inmigrantes crearon la República de Liberia en 1847 y controlaron el poder hasta el golpe militar de 1980.
Los primeros habitantes del país fueron los pueblos del grupo lingüístico mel (gola y kissi) que llegaron desde el centro-norte de África en el siglo XII. Se les unieron los hablantes de lenguas kru (kru, bella, bassa, grebo, krahn y dei), y en el siglo XV, los de lenguas mandinga (gio, mano, loma, bandi, mende y kpelle). Empezaron comerciando con Malí y en el siglo XV con los primeros europeos, primero minerales y especias, y luego esclavos, siendo los kru los principales esclavistas, que se tatuaban una línea vertical en el centro de la frente para ser identificados.

## Historia

### Colonos de Estados Unidos

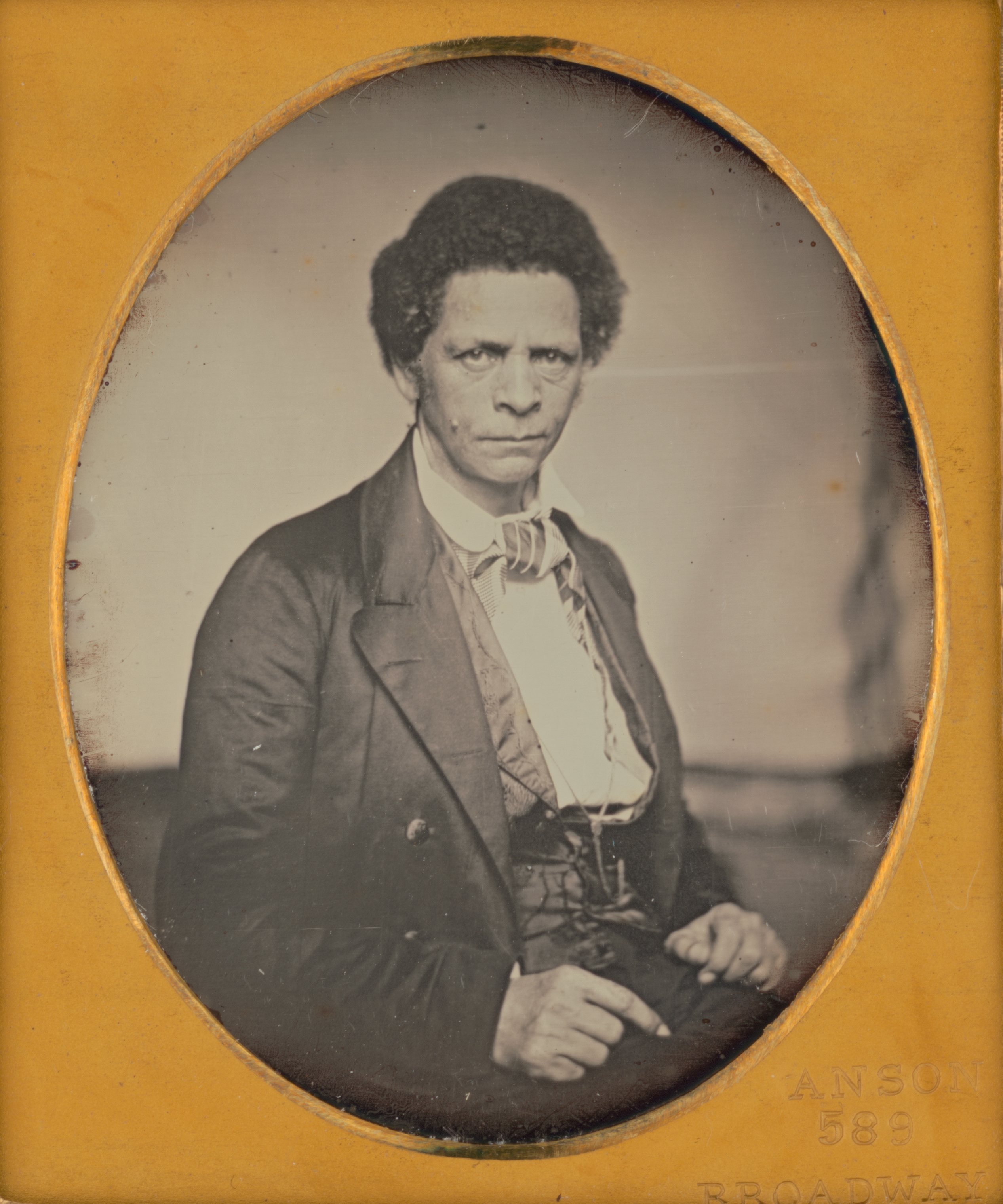
Joseph Jenkins Roberts, primer presidente de Liberia.

En 1822, la Sociedad Estadounidense de Colonización marcó Liberia como lugar donde enviar a esclavos afroamericanos liberados. Los afroamericanos emigraron gradualmente a la colonia, formando un grupo del que descienden muchos de los actuales liberianos de raza negra: los liberiano-estadounidenses.
El 26 de julio de 1847 los colonos estadounidenses declararon la República de Liberia. Los colonos consideraban África como su «tierra prometida», pero no se integraron en la sociedad africana. Una vez en África se referían a sí mismos como «americanos» y se les reconocía también así por las autoridades coloniales africanas y británicas de la vecina Sierra Leona. Los símbolos del Estado liberiano como su bandera, lema y escudo de armas, y la forma de gobierno que eligieron reflejan su trasfondo estadounidense y la experiencia de la diáspora.
La Universidad Lincoln fue fundada en 1854 por John Miller Dickey, quien apoyaba la creación de Liberia como una colonia negra. Esta universidad desempeñó un importante papel al formar a los líderes de la nueva nación. Tres de los graduados en su primera promoción, en 1859, James Ralston Amos, su hermano Thomas Henry Amos y Armistead Hutchinson Miller fueron enviados a Liberia por la Board of Missions de la Iglesia Presbiteriana.
Las prácticas religiosas, costumbres sociales y normas culturales de los colonos estadounidenses tenían sus raíces en el sur estadounidense anterior a la guerra de Secesión. Estas ideas influyeron sobre la actitud de los colonos hacia los pueblos nativos africanos. La nueva nación, tal y como la percibían, implicaría la coexistencia de los colonos y de los nativos africanos, que serían asimilados en ella. Aparecieron con frecuencia la desconfianza y la hostilidad entre las dos comunidades, la estadounidense, establecida en el litoral y la nativa, del interior. También hubo intentos, normalmente exitosos, llevados a cabo por parte de la minoría estadounidense de dominar a los pueblos nativos, a los que consideraban «incivilizados» e inferiores. Llamaron al país «Liberia», que significa «Tierra de los Libres», un homenaje a su libertad de la esclavitud.
La fundación de Liberia recibió el apoyo económico de grupos religiosos y filantrópicos de Estados Unidos, y disfrutó de la cooperación extraoficial del Gobierno estadounidense. El gobierno de Liberia, que tomaba como modelo el estadounidense, tenía una estructura democrática, al menos en parte. Tras 1877 el Partido Whig Auténtico monopolizó el poder político del país y las luchas por el poder se daban dentro del propio partido, cuyo candidato obtenía la presidencia. Dos problemas a los que se tuvo que enfrentar la administración fueron la presión de los poderes coloniales vecinos, como Reino Unido y Francia, y la amenaza de la insolvencia financiera. Ambos amenazaron la soberanía del país. Liberia conservó su independencia durante el reparto de África, pero perdió extensos territorios, que pasaron al control británico o francés. El desarrollo económico se vio retrasado por el declive de los mercados de los bienes liberianos a finales del siglo XIX y el pago de deudas, que afectaron gravemente a la economía.

### Primera parte delsigloXX

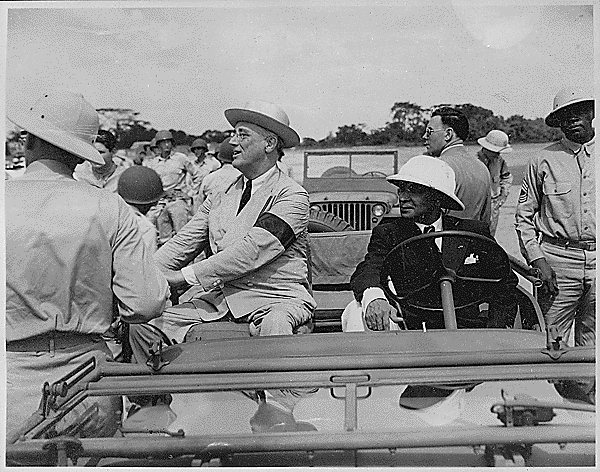
El presidente liberiano Edwin Barclay (derecha, con casco colonial) reunido con el presidente estadounidense Franklin D. Roosevelt durante la Segunda Guerra Mundial, 1943.

A principios del siglo XX, casi un tercio del presupuesto del Estado liberiano provenía del impuesto sobre los trabajadores africanos, que la propia élite no pagaba. Esta situación condujo a levantamientos reprimidos con violencia. Muy endeudada, Liberia siguió alineada con Londres, París y Washington en cuestiones diplomáticas. El país experimentó una recuperación económica en la década de 1920 a través de la venta de propiedades alemanas confiscadas durante la guerra.
Dos acontecimientos desempeñaron un papel importante, al alterar el aislamiento impuesto a Liberia. El primero fue la concesión en 1926 de una gran plantación de la empresa Firestone. Este suceso fue un gran paso hacia la evolución de la economía liberiana. El segundo ocurrió durante la Segunda Guerra Mundial, cuando los Estados Unidos empezaron a proporcionar una asistencia técnica y económica que permitiría a Liberia progresar económicamente e introducir cambios sociales En el libro Grandes meteduras de pata de Joseph M. Walker se cuenta que Charles D. B. King ganó a Thomas J. Faulkner por 234 000 votos y que el escritor Graham Greene descubrió que en Liberia solo había 15 000 electores censados en las elecciones presidenciales de 1927, por lo que el Libro Guinness de los récords de 1995 consideró estas elecciones como «las más sucias de la Historia de la Humanidad» por la gran diferencia entre gente censada y votos a favor del candidato ganador.

### Golpe de Estado de 1980

Samuel Doe, primer presidente nativo de Liberia.

En la medianoche del 12 de abril de 1980 varios agentes krahn liderados por el sargento mayor Samuel Doe dieron un golpe de Estado en el que mataron a William R. Tolbert, Jr., que había sido presidente durante 9 años. Bajo la denominación de «Concilio de Redención del Pueblo», Doe y sus aliados consiguieron el control del gobierno en Monrovia y acabaron con el sistema de dominación de la élite américo-liberiana. Doe fue el primer Presidente de Liberia que no provenía de la élite américo-liberiana.
A principios de la década de 1980 los Estados Unidos proporcionaron a Liberia más de 500 millones de dólares para expulsar a la Unión Soviética del país y para asegurar a Washington D. C. los derechos exclusivos de uso de los puertos y tierra liberianos (incluyendo el permiso a la CIA para emplear el territorio liberiano para espiar a la Libia de Muamar Gadafi).
Doe gobernó de forma autoritaria, expulsó a los periódicos y proscribió a varios partidos de la oposición. Su táctica era etiquetar a estos partidos enemigos como «socialistas» y de esta forma declararlos ilegales de acuerdo con la Constitución liberiana, a la vez que permitía a partidos menores menos populares seguir existiendo como oposición inofensiva. Sin embargo, el apoyo popular se realineó con uno de estos partidos menores, lo que a su vez hizo que lo etiquetaran como «socialistas».

### Elecciones de 1985
En octubre de 1985 Liberia celebró sus primeras elecciones posteriores al golpe de Estado, con la intención clara de legitimar el régimen de Doe. Casi todos los observadores internacionales estuvieron de acuerdo en que el Partido de Acción de Liberia (LAP), liderado por Jackson Doe (sin relación con Samuel Doe) había ganado las elecciones con un amplio margen. Tras una semana de recuento de los votos, sin embargo, Doe despidió a los empleados que contaban y los reemplazó con su Comité Especial de Elección (SECOM), que anunció que el partido de Doe en el poder, el Partido Democrático Nacional de Liberia, había ganado con un 50,9% de los votos. En represalia, el 12 de noviembre se produjo un contragolpe liderado por Thomas Quiwonkpa, cuyos soldados ocuparon brevemente la Mansión Ejecutiva y la estación de la Radio Nacional de Liberia, con amplios apoyos en todo el país. Tres días más tarde, el golpe de Quiwonkpa fracasó. Tras este golpe fallido, la represión del Gobierno liberiano se intensificó y las tropas de Doe mataron a más de 2000 civiles y encarcelaron a más de 100 políticos de la oposición, incluidos Jackson Doe, la futura presidenta Ellen Johnson-Sirleaf y el periodista de la BBC Isaac Bantu.

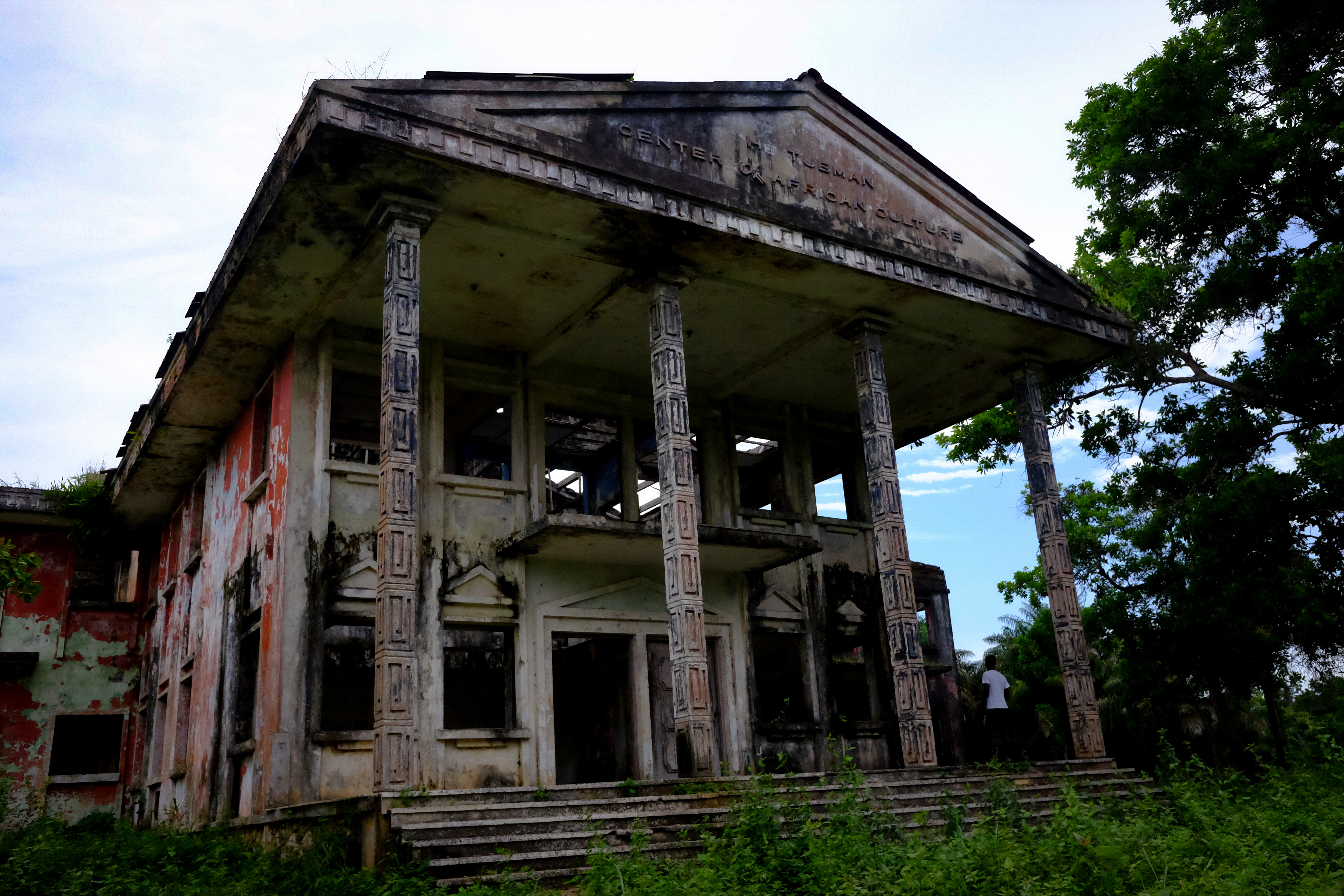
El centro Tubman de Cultura Africana, destruido en la guerra civil de Liberia y abandonado desde entonces.

### Guerras civiles de 1989 y 1999
A finales de 1989 empezó la Primera Guerra Civil Liberiana y en septiembre de 1990 Samuel Doe fue depuesto y asesinado por las fuerzas de la facción encabezada por Yormie Johnson y miembros de la etnia gio. Como condición para terminar con el conflicto, el presidente provisional Amos Sawyer dimitió en 1994 y entregó el poder al Consejo de Estado.
Charles G. Taylor fue elegido presidente en las elecciones de 1997, tras encabezar una sangrienta insurrección respaldada por el líder libio Muamar el Gadafi. El régimen de Taylor se marcó como objetivo acabar con los dirigentes de la oposición. En 1998 el gobierno de Taylor intentó asesinar al activista por los derechos de los niños Kimmie Weeks, por un informe que publicó sobre la instrucción militar a menores. El gobierno de Taylor, autocrático e incapaz, condujo al país a una segunda guerra civil en 1999. Se calcula que más de 200.000 personas perecieron en las dos guerras civiles. El conflicto se intensificó a mediados de 2003 y la lucha se desplazó hasta Monrovia, la capital del país.
En 2002 surgió el movimiento Mujeres de Liberia por la Paz, coordinado por Leymah Gbowee y en el que participaron miles de mujeres cristianas y musulmanas que pedían pacíficamente la paz. Sus representantes se reunieron con el presidente Taylor y lograron que concluyese con éxito la conferencia de paz que en 2003 puso fin a la segunda contienda civil. El poder gubernamental menguaba, y debido al incremento de la presión internacional para que dimitiese, el presidente Taylor aceptó la oferta de asilo en Nigeria, afirmando «Si Dios quiere, volveré».

### Gobierno de transición
Tras la marcha de Taylor, Gyude Bryant fue nombrado Presidente del Gobierno de Transición a finales de 2003. La primera tarea del Gobierno de Transición fue prepararse para unas elecciones libres. Con las tropas de la ONU y la ECOMOG velando por la paz, Liberia celebró unas elecciones pacíficas en otoño de 2005. Se presentaron 23 candidatos a estas elecciones, en las que se esperaba que George Weah, futbolista liberiano de fama internacional, embajador de UNICEF y miembro de la etnia Kru, dominara el voto popular. Ningún candidato consiguió la mayoría necesaria para gobernar, así que se celebró una segunda ronda entre los dos más votados, Weah y Ellen Johnson-Sirleaf. El 8 de noviembre de 2005 se declaró que Johnson-Sirleaf, economista formada en Harvard, había ganado los comicios. Tanto las elecciones generales como la segunda vuelta se celebraron en paz y en orden, con miles de liberianos esperando pacientemente para votar. Hasta el día de hoy se sospecha que las elecciones fueron fraudulentas, a pesar de los grandes esfuerzos hechos por el país.

### Presidencia de Johnson-Sirleaf (2005-2018)
Hija del primer indígena liberiano electo en una legislatura nacional, Jahmale Carney Johnson, Ellen Johnson-Sirleaf nació en la Liberia rural. Ampliamente aclamada por ser la primera mujer jefa de Estado electa de África, la victoria de Johnson-Sirleaf concentró la atención internacional en Liberia. Antigua empleada del Citibank y del Banco Mundial, trató de lograr que la deuda externa del país, de 3,5 millones de dólares, fuera cancelada, y además invirtió en el país y participó en los esfuerzos de reconstrucción de Liberia.
Además de centrar sus primeros esfuerzos en restaurar los servicios básicos como el abastecimiento de agua y electricidad a la capital, Monrovia, Johnson-Sirleaf dispuso una Comisión por la Verdad y la Reconciliación para tratar los crímenes ocurridos en las últimas etapas de la Segunda Guerra Civil Liberiana. También trabajó en restablecer la independencia alimentaria de Liberia. Johnson-Sirleaf también pidió que Nigeria extraditase al expresidente Charles Taylor, acusado de crímenes de guerra.
Johnson-Sirleaf vivió gran parte de su vida en los Estados Unidos, por lo que se la ha acusado de desconocer la realidad liberiana desde dentro y de haber ganado las elecciones en forma fraudulenta con el apoyo manifiesto de Washington D. C.

### Extradición y juicio de Charles Taylor
En marzo de 2006 la presidenta Ellen Johnson-Sirleaf envió una carta en la que pedía formalmente la extradición de Charles Taylor, exiliado en Nigeria, para someterlo a la justicia. Aunque el presidente nigeriano Olusegun Obasanjo confirmó que había recibido esta petición y notificado al presidente de turno la Unión Africana, Denis Sassou-Nguesso, y al del ECOWAS, Mamadou Tandja, el 17 de marzo de 2006 los planes de Nigeria no quedaron del todo claros. Tras reuniones entre representantes nigerianos y liberianos para tratar la cuestión, Nigeria anunció el 25 de marzo que permitiría a las autoridades liberianas que arrestasen a Taylor. Se temía que Taylor, multimillonario, pudiese escapar fácilmente antes de que compareciese ante el Tribunal Internacional de Crímenes en Sierra Leona. El 28 de marzo de 2006 el expresidente Taylor había desaparecido del recinto nigeriano en el que se encontraba. El 29 de marzo fue capturado de nuevo por la guardia fronteriza nigeriana cuando trataba de pasar a Camerún. Taylor fue llevado rápidamente a Liberia, desde donde se le transportó en un helicóptero hasta Sierra Leona, donde se enfrentó a acusaciones de crímenes contra la humanidad. Según la web Trial Watch, el 4 de junio de 2007 fue la fecha provisional dispuesta para el juicio. Aunque finalmente comenzaría en enero de 2008, en agosto de 2010 todavía seguía abierto.
A Charles Taylor se le acusó de haber dirigido, formado y armado a los rebeldes del Frente Revolucionario Unido (RUF) de Sierra Leona a cambio de diamantes, comenzando una guerra que dejó 120.000 muertos. Además, fue juzgado por muertes, violaciones y por haber usado niños soldado. Durante el juicio, el expresidente afirmó que nunca tuvo en su poder diamantes, declaración controvertida pues la modelo Naomi Campbell aseguró haber recibido por parte de dos hombres no identificados tres diamantes en bruto durante una cena en la que estuvo Taylor.

### Ébola
En 2015, Liberia se declaró libre de ébola, después de sufrir una epidemia desde 2013 que causó 4600 muertos.

### Elecciones de 2017
El 10 de octubre de 2017 se celebraron nuevas elecciones presidenciales. Los candidatos que lograron alcanzar la segunda vuelta fueron la leyenda del fútbol George Weah y el oficialista Joseph Boakai. En dicha segunda vuelta, celebrada el 26 de diciembre, Weah se impuso ampliamente a Boakai, logrando alcanzar al segundo intento la presidencia de su país natal.

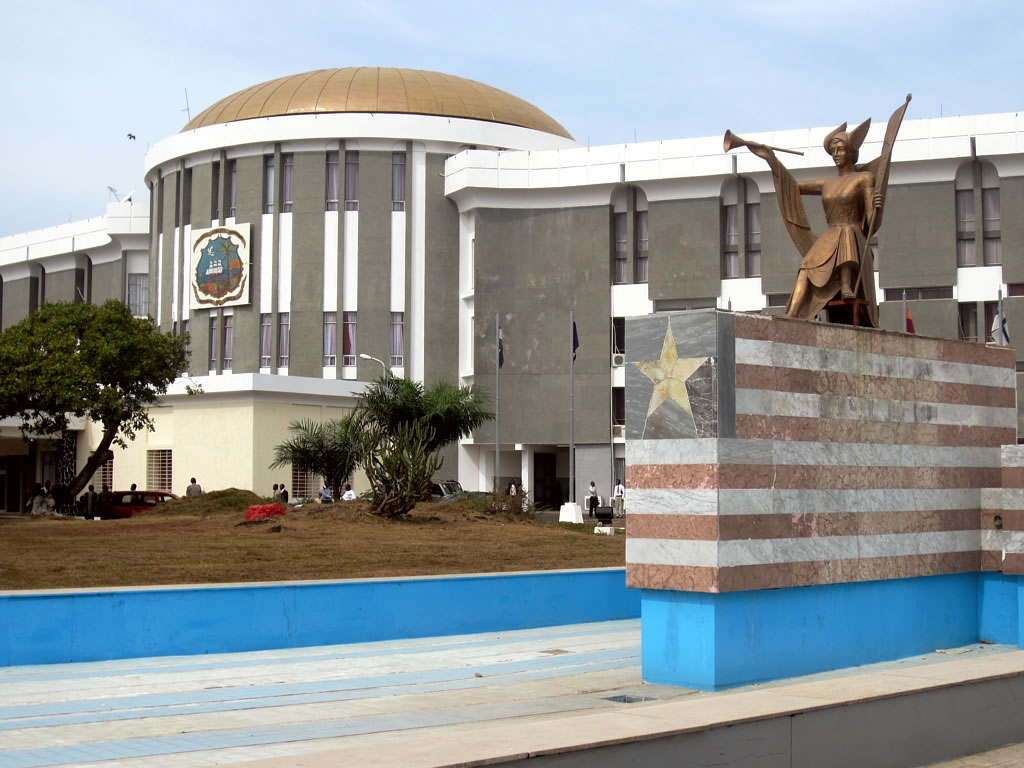
Edificio del Capitolio en Monrovia, Liberia

## Gobierno y política
Liberia es una república con sistema presidencialista. El país vive actualmente una fase de transición de la guerra civil hacia una democracia. El gobierno se basa en el modelo de los Estados Unidos con tres ramas iguales, aunque el presidente ocupa en realidad un lugar preponderante dentro del panorama político. Después de la disolución del Partido Republicano de Liberia en 1876, el Partido Whig Auténtico ejerce el poder hasta el golpe de Estado de Samuel Doe en 1980. Actualmente, ningún partido político posee la mayoría en el parlamento.
Tras el último golpe de Estado en 2003, un gobierno provisional ejerció el poder ejecutivo del país hasta que en las elecciones del 8 de noviembre de 2005, Ellen Johnson-Sirleaf fue elegida presidenta de Liberia y la primera mujer que dirigía democráticamente un país africano.
En 2017 el futbolista retirado George Weah ganó las elecciones presidenciales.
En 2024 asumió el cargo Joseph Boakai, quien previamente había sido vicepresidente del país desde 2006 hasta 2018.

### Derechos humanos
En materia de derechos humanos, respecto a la pertenencia a los siete organismos de la Carta Internacional de Derechos Humanos, que incluyen al Comité de Derechos Humanos (HRC),  ha firmado o ratificado:
| Bandera de ? | Tratados internacionales    | Tratados internacionales | Tratados internacionales    | Tratados internacionales  | Tratados internacionales  | Tratados internacionales | Tratados internacionales | Tratados internacionales | Tratados internacionales  | Tratados internacionales  | Tratados internacionales | Tratados internacionales | Tratados internacionales  | Tratados internacionales  | Tratados internacionales | Tratados internacionales  | Tratados internacionales | Tratados internacionales |
| --- | --------------------------- | ------------------------ | --------------------------- | ------------------------- | ------------------------- | --- | ------------------------ | ------------------------ | ------------------------- | ------------------------- | ------------------------ | ------------------------ | ------------------------- | ------------------------- | ------------------------ | ------------------------- | ------------------------ | ------------------------ |
| Bandera de ? | CESCR                       | CESCR                    | CCPR                        | CCPR                      | CCPR                      | CERD | CED                      | CEDAW                    | CEDAW                     | CAT                       | CAT                      | CRC                      | CRC                       | CRC                       | CRC                      | MWC                       | CRPD                     | CRPD                     |
| Bandera de ? | CESCR                       | CESCR-OP                 | CCPR                        | CCPR-OP1                  | CCPR-OP2-DP               | CERD | CED                      | CEDAW                    | CEDAW-OP                  | CAT                       | CAT-OP                   | CRC                      | CRC-OP-AC                 | CRC-OP-SC                 | CRC-OP-CP                | MWC                       | CRPD                     | CRPD-OP                  |
| Pertenencia | Firmado pero no ratificado. | Sin información.         | Firmado pero no ratificado. | Ni firmado ni ratificado. | Ni firmado ni ratificado. | Liberia ha reconocido la competencia de recibir y procesar comunicaciones individuales por parte de los órganos competentes. | Sin información.         | Firmado y ratificado.    | Ni firmado ni ratificado. | Ni firmado ni ratificado. | Sin información.         | Firmado y ratificado.    | Ni firmado ni ratificado. | Ni firmado ni ratificado. | Sin información.         | Ni firmado ni ratificado. | Sin información.         | Sin información.         |
| Firmado y ratificado, firmado, pero no ratificado, ni firmado ni ratificado, sin información, ha accedido a firmar y ratificar el órgano en cuestión, pero también reconoce la competencia de recibir y procesar comunicaciones individuales por parte de los órganos competentes. |                             |                          |                             |                           |                           | |                          |                          |                           |                           |                          |                          |                           |                           |                          |                           |                          |                          |

El 7 de octubre de 2011 la entonces presidente Ellen Johnson-Sirleaf es galardonada con el Premio Nobel de la Paz por su contribución en el fin del conflicto armado en Liberia y la caída del anterior presidente Charles Taylor, al que un tribunal internacional juzga por crímenes contra la humanidad. Johnson-Sirleaf reaccionó tras el anuncio señalando que el Premio es «el reconocimiento de muchos años de lucha por la justicia y la paz».

### Fuerzas armadas
Las Fuerzas Armadas de Liberia (AFL, Armed Forces of Liberia) son las fuerzas armadas de la República de Liberia. Fundada como la Fuerza de la Frontera de Liberia en 1908, fue denominado como Ejército liberiano años más tarde. Prácticamente en la totalidad de su historia las AFL han recibido material considerable y ayuda a la formación de los EE. UU. Para la mayoría del período comprendido entre 1941 y 1980, se impartió formación en gran medida por parte de asesores norteamericanos, aunque esta ayuda no ha subsanado los mismos niveles generalmente bajos de efectividad comunes a la mayoría de las fuerzas armadas en el mundo en desarrollo.
Durante la mayor parte de la Guerra Fría las AFL vieron poca acción, con la excepción de un contingente que fue enviado a la ONUC en la República Democrática del Congo en la década de 1960, durante la Crisis del Congo. Esto cambió con el estallido de la Primera Guerra Civil Liberiana en 1989. Las AFL se enredaron en el conflicto, que se prolongó hasta 1997, y también durante la Segunda Guerra Civil Liberiana, que duró desde 1999 a 2003.
Las AFL están en el proceso de reforma y readaptación después de haber sido completamente desmovilizadas después de la segunda guerra civil. Las AFL se componen de dos batallones de infantería, y una Guardia Costera que está siendo reformada. El Gobierno de Liberia ha solicitado que un oficial del Ejército nigeriano sirva como jefe de las fuerzas armadas durante el período transitorio.

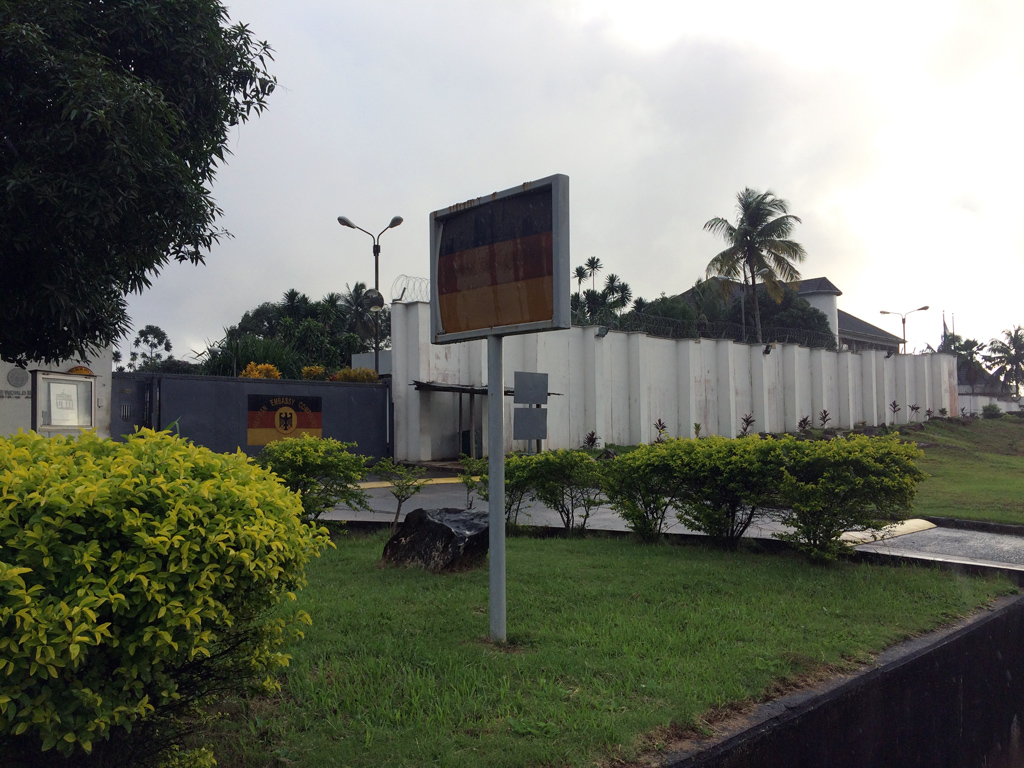
Embajada de Alemania en Monrovia, Liberia

### Política exterior
Tras los disturbios que siguieron a la Primera y Segunda Guerras Civiles liberianas, la estabilización interna de Liberia en el siglo XXI supuso la vuelta a unas relaciones cordiales con los países vecinos y gran parte del llamado mundo occidental. Como en otros países africanos, China es una parte importante de la reconstrucción posterior al conflicto.
En el pasado, los dos vecinos de Liberia, Guinea y Sierra Leona, han acusado a Liberia de respaldar a los rebeldes en sus países.
Durante la década de 1990, la presidencia de Charles Taylor y la Primera y Segunda Guerras Civiles de Liberia acentuaron las relaciones de Liberia con el mundo occidental, la República Popular China y sus países vecinos de África Occidental.
Liberia mantiene relaciones diplomáticas con muchas naciones occidentales, entre ellas su antiguo socio Estados Unidos, así como con Rusia, Cuba y la República Popular China.

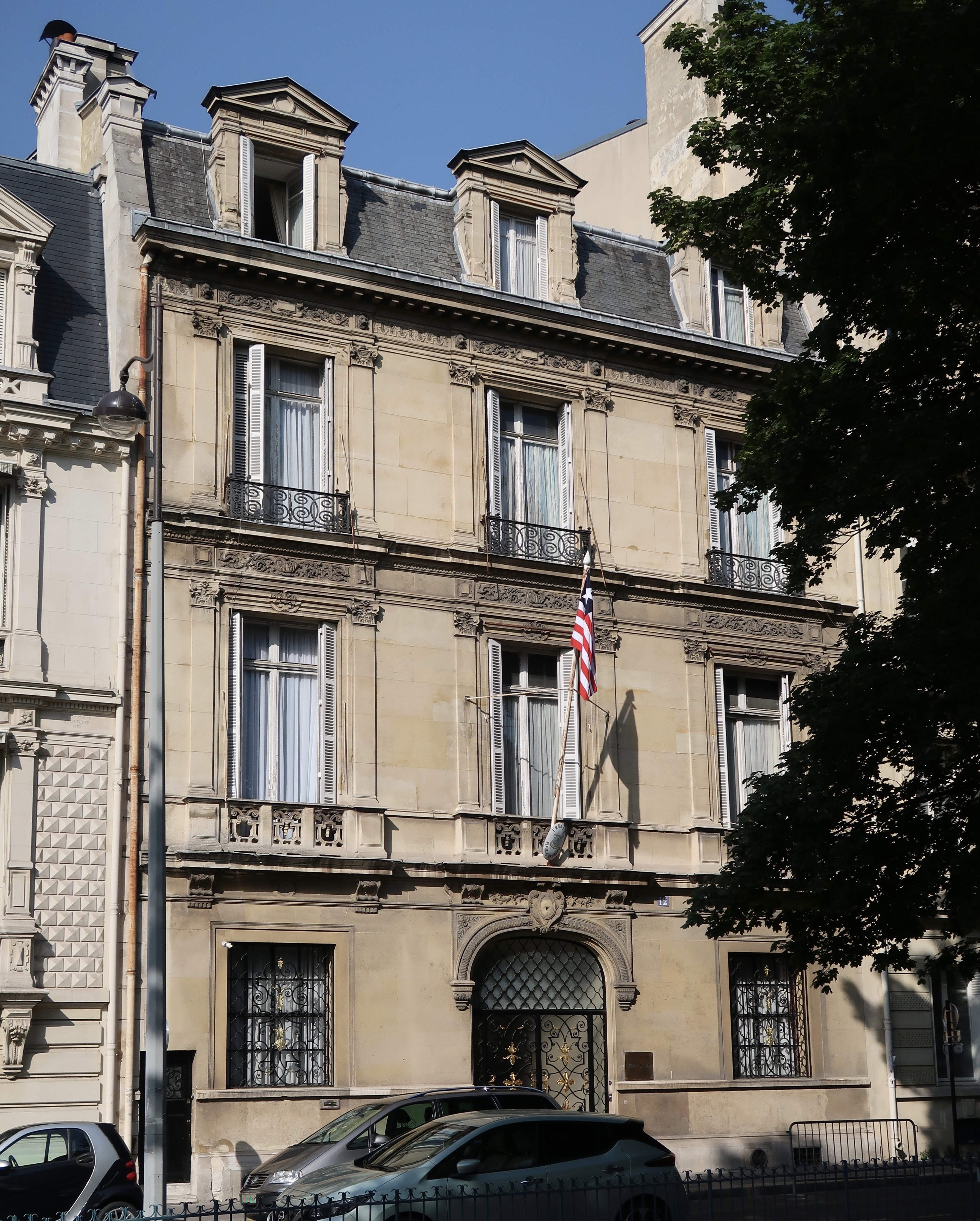
Embajada de Liberia en París, Francia

Las relaciones entre la República Popular China (RPC) y Liberia se han roto y restablecido varias veces desde el 17 de febrero de 1977, fecha en la que se establecieron por primera vez relaciones diplomáticas entre la RPC y Liberia. La RPC rompió relaciones con Liberia el 10 de octubre de 1989, en respuesta al reconocimiento de la República de China (Taiwán) por parte de Liberia.
Taiwán había ofrecido 200 millones de dólares en ayuda a Liberia para educación e infraestructuras a cambio de este reconocimiento. La RPC restableció relaciones con Liberia el 10 de agosto de 1993 y abrió una embajada en Monrovia, convirtiendo a Liberia en una de las pocas naciones con lazos diplomáticos establecidos tanto con la RPC como con la ROC. En 1997, el gobierno de Charles Taylor proclamó el reconocimiento de «dos Chinas» y la RPC rompió posteriormente relaciones diplomáticas.
El 12 de octubre de 2003, Liberia abandonó las relaciones diplomáticas con la República de China y las restableció con la República Popular China, en gran parte debido a la presión ejercida por la República Popular China en la ONU y a sus planes de desplegar una fuerza de mantenimiento de la paz en Liberia.
Tradicionalmente, las relaciones entre India y Liberia han sido sólidas y cordiales, y Liberia ha apoyado sin reservas la postura de India sobre Cachemira y su aspiración a convertirse en miembro permanente del Consejo de Seguridad de Naciones Unidas. En los últimos años, ambas naciones han desarrollado una estrecha y amplia cooperación en los ámbitos comercial, militar y estratégico.
En medio del creciente papel de India en Liberia, el ministro liberiano de Minas y Energía, Dr. Eugene Shannon, visitó India en octubre de 2005 para participar en el Cónclave Confederación de la Industria India-África. En 2008, la presidenta de Liberia, Ellen Johnson Sirleaf, fue invitada a visitar India. Las principales exportaciones indias incluyen productos de ingeniería, farmacéuticos, vehículos de dos ruedas, equipos de transporte, acero y plásticos. Las principales importaciones son oro, diamantes, madera y chatarra. Tras el levantamiento de las sanciones de Naciones Unidas, se han otorgado concesiones madereras a empresas indias. En conjunto, las inversiones indias en Liberia han pasado de 450 millones de dólares en 2005 a unos 2.000 millones en 2009.

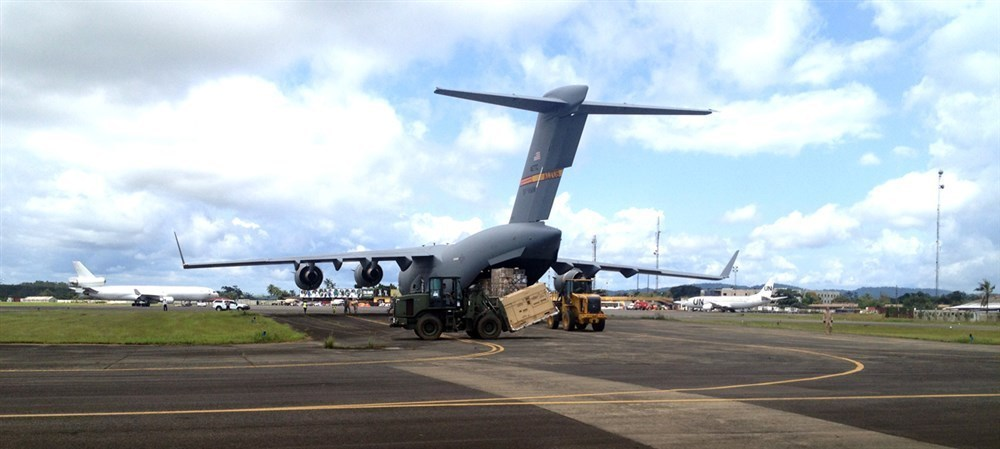
Un avión militar estadounidense descargando ayuda durante la Epidemia de Ébola de 2014 en Liberia

Las relaciones de Estados Unidos con Liberia se remontan a 1819, cuando el Congreso estadounidense asignó 100.000 dólares para el establecimiento de Liberia. Tras el reconocimiento oficial de Liberia por parte de Estados Unidos en 1862, ambas naciones compartieron lazos muy estrechos hasta que se produjeron tensiones en la década de 1970 debido al establecimiento de relaciones diplomáticas de Liberia con la ahora disuelta Unión Soviética y otros países del llamado bloque del Este.
Durante la década de 1980, Estados Unidos forjó lazos especialmente estrechos con Liberia como parte de un esfuerzo de la Guerra Fría para suprimir los movimientos socialistas y marxistas en África. En la década de 1980, Liberia recibió del gobierno estadounidense entre 500 y 1.300 millones de dólares.
El ascenso del gobierno de Charles Taylor, la guerra civil liberiana, la inestabilidad regional y los abusos contra los derechos humanos interrumpieron las relaciones, hasta entonces estrechas, entre Liberia y Estados Unidos. Estados Unidos recortó la ayuda financiera y militar directa al gobierno de Liberia, retiró las operaciones del Cuerpo de Paz, impuso una prohibición de viajar a altos cargos del gobierno liberiano y criticó con frecuencia al gobierno de Charles Taylor. Debido a la intensa presión de la comunidad internacional y de Estados Unidos, Charles Taylor dimitió de su cargo el 11 de agosto de 2003.
La dimisión y el exilio de Charles Taylor en 2003 provocaron cambios en las relaciones diplomáticas entre Estados Unidos y Liberia. Estados Unidos propuso un proyecto de resolución del Consejo de Seguridad de las Naciones Unidas para autorizar el despliegue de una fuerza multinacional de estabilización.

## Organización territorial

Mapa de Liberia.

Liberia se divide en quince condados:
1. Lofa
2. Grand Cape Mount
3. Gbarpolu
4. Bong
5. Nimba
6. Bomi
7. Montserrado
8. Margibi
9. Grand Bassa
10. River Cess
11. Grand Gedeh
12. Sinoe
13. River Gee
14. Grand Kru
15. Maryland

## Geografía

Mapa topográfico del país. Se aprecia la llanura costera, la meseta interior y los montes del norte.

Liberia se halla en África Occidental, en la costa del océano Atlántico. El paisaje liberiano se caracteriza por sus llanuras costeras, que se elevan en una meseta y elevaciones de poca altura en el noreste del país. El clima es tropical: cálido y húmedo. Los veranos son secos, con días calurosos que se refrescan por la noche. Los inviernos son húmedos y nublados, con frecuentes lluvias intensas y vientos fuertes.

### Clima
El clima ecuatorial, en el sur del país, es caluroso durante todo el año, con precipitaciones abundantes de mayo a octubre y un breve paréntesis entre mediados de julio y agosto. Durante los meses de invierno, de noviembre a marzo, los vientos harmattan, secos y cargados de polvo, soplan hacia el interior, causando muchos problemas a los residentes. El cambio climático en Liberia causa muchos problemas, ya que el país es especialmente vulnerable al cambio climático. 

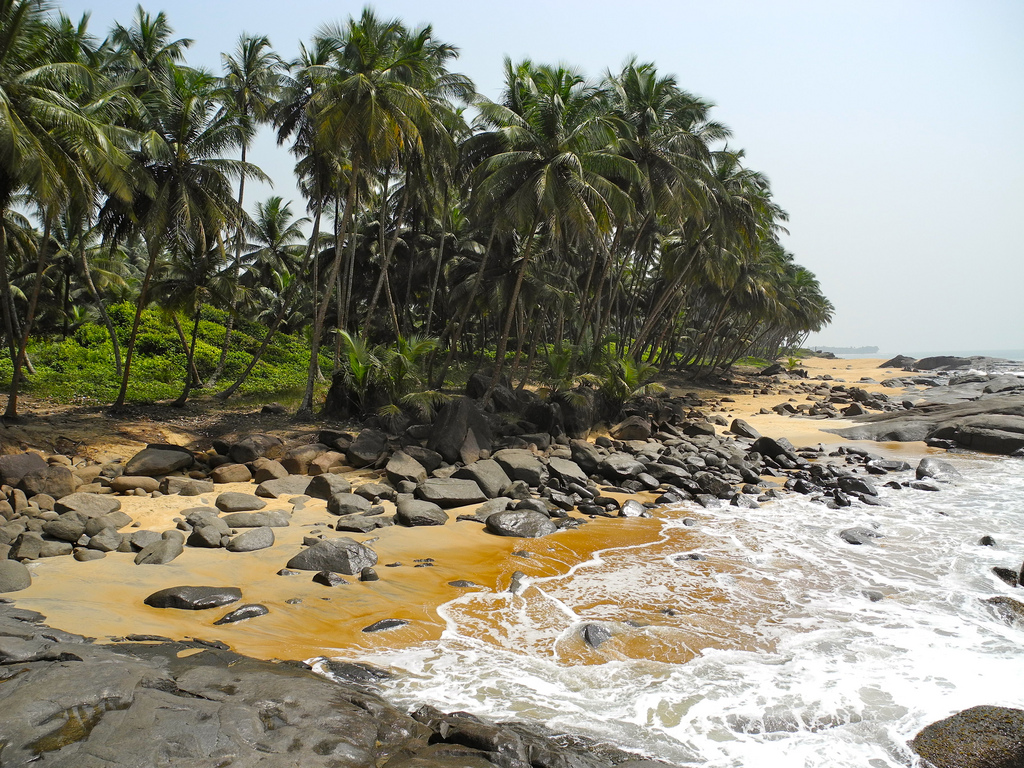
Una playa en Harper, Liberia

Al igual que muchos otros países africanos, Liberia se enfrenta tanto a los problemas medioambientales existentes como a los retos del desarrollo sostenible. Debido a su ubicación en África, es vulnerable a las condiciones meteorológicas extremas, a los efectos costeros de la subida del nivel del mar y a los cambios en los sistemas hídricos y en la disponibilidad de agua. Se prevé que el cambio climático afecte gravemente a la economía de Liberia, especialmente a la agricultura, la pesca y la silvicultura. Liberia ha participado activamente en los cambios políticos internacionales y locales relacionados con el cambio climático.
En invierno, de diciembre a febrero, las lluvias son escasas en el centro y el norte, y el sol brilla con frecuencia, aunque aún son posibles algunos chubascos. La temperatura es alta, en torno a los 30/32 °C durante el día, y la humedad se mantiene elevada, sobre todo a lo largo de la costa y en los bosques del interior.
A veces, sin embargo, sopla desde el desierto del Sáhara un viento seco capaz de llenar la atmósfera de polvo, el Harmattan.

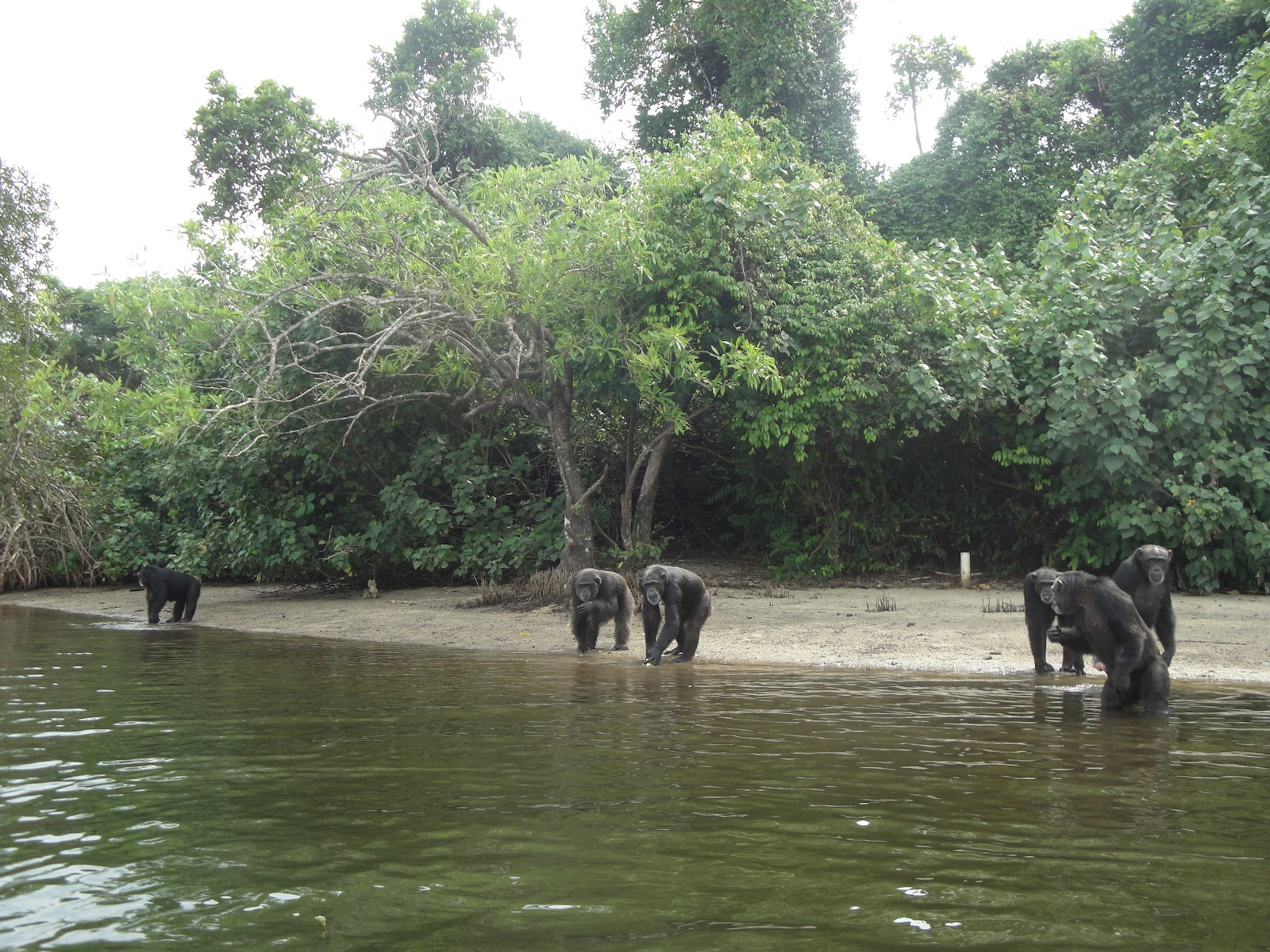
Chimpancés en Liberia

En las regiones montañosas del interior, y especialmente en las cumbres de las montañas, la más alta de las cuales es el monte Wuteve, de 1.440 metros de altura, a veces puede refrescar o hacer un poco de frío por la noche.
En marzo y abril, las temperaturas suben ligeramente, y los chubascos se hacen más frecuentes. A veces, puede hacer mucho calor, tanto que la temperatura puede superar los 40 °C (104 °F).
En mayo llega el verdadero monzón, que trae lluvias torrenciales, sobre todo en la costa. De junio a octubre, la nubosidad es frecuente y las temperaturas diurnas descienden por debajo de los 30 °C (86 °F).
Entre mediados de julio y agosto, el frente lluvioso se desplaza hacia el norte, por lo que se produce una disminución de las precipitaciones, más evidente en el sur.
El último mes con tiempo lluvioso es noviembre, cuando las lluvias ya disminuyen bruscamente en comparación con los meses anteriores. La temperatura aumenta un poco debido a la mayor cantidad de horas de sol, alcanzando de nuevo los 30 °C durante el día.

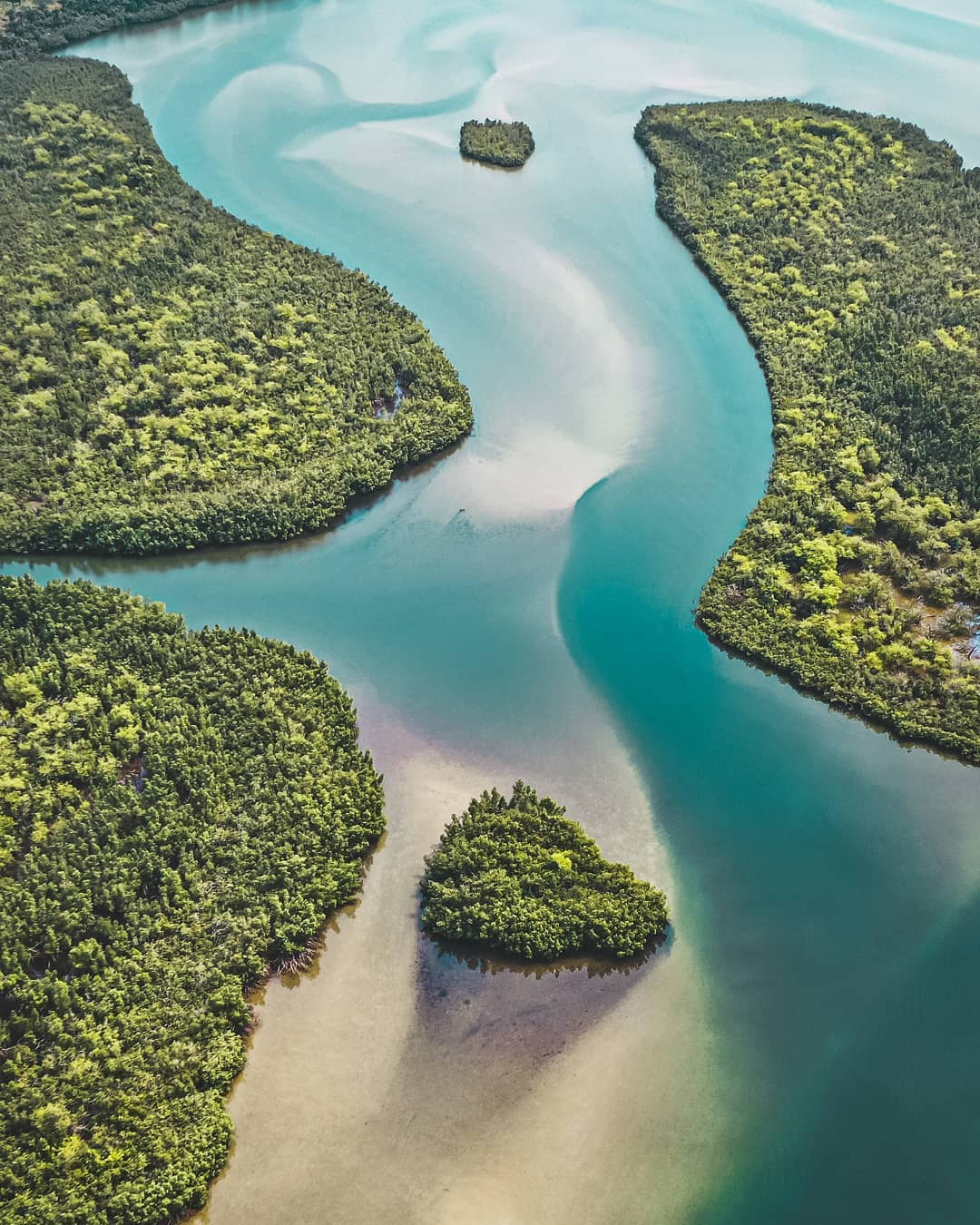
El Lago Piso en el Condado de Grand Cape Mount es el más grande del país con 103 kilómetros cuadrados (una superficie que duplica el tamaño de las Islas Bermudas)

### Suelos
Las condiciones cálidas y siempre húmedas provocan una intensa meteorización del material parental con lixiviación de los nutrientes hidrosolubles, de modo que predominan los tipos de suelo pobres en nutrientes desde el punto de vista de los cultivos.
Los ferralisoles predominan en gran parte del país. En este tipo de suelo, el horizonte de meteorización es extremadamente profundo. Los minerales disueltos se eliminan rápidamente debido a la baja capacidad de intercambio del suelo, por lo que casi no contiene nutrientes y no puede almacenarlos tras la fertilización. Los nutrientes están contenidos en la vegetación y la hojarasca. Tras el desbroce, el suelo se lixivia en pocos periodos de cosecha. Tradicionalmente, los ferralisoles sólo se utilizan en cultivos itinerantes. Sin embargo, desde el punto de vista agrícola, es posible utilizarlos mediante cultivos permanentes, como las plantaciones.
Los ferralisoles de color amarillo anaranjado (xánticos) predominan desde la franja costera hasta unos 150 metros sobre el nivel del mar. En el interior montañoso, hay ferralsoles húmicos y plínticos y ferralsoles háplicos típicos en la frontera con Guinea.
En la fase final de la meteorización, los silicatos se eliminan por lavado (desilicación), de modo que sólo quedan los óxidos de hierro y aluminio (ferralitización). Éstos pueden cementarse con partículas de arcilla y endurecerse irreversiblemente tras una sola caída en seco (formación de plinthita). Después de esto, el material del suelo sólo puede utilizarse como material de construcción en el mejor de los casos. La tendencia al endurecimiento puede observarse en casi todo el país. Los suelos especialmente afectados (plinthosoles) se asocian ocasionalmente con ferralsoles.

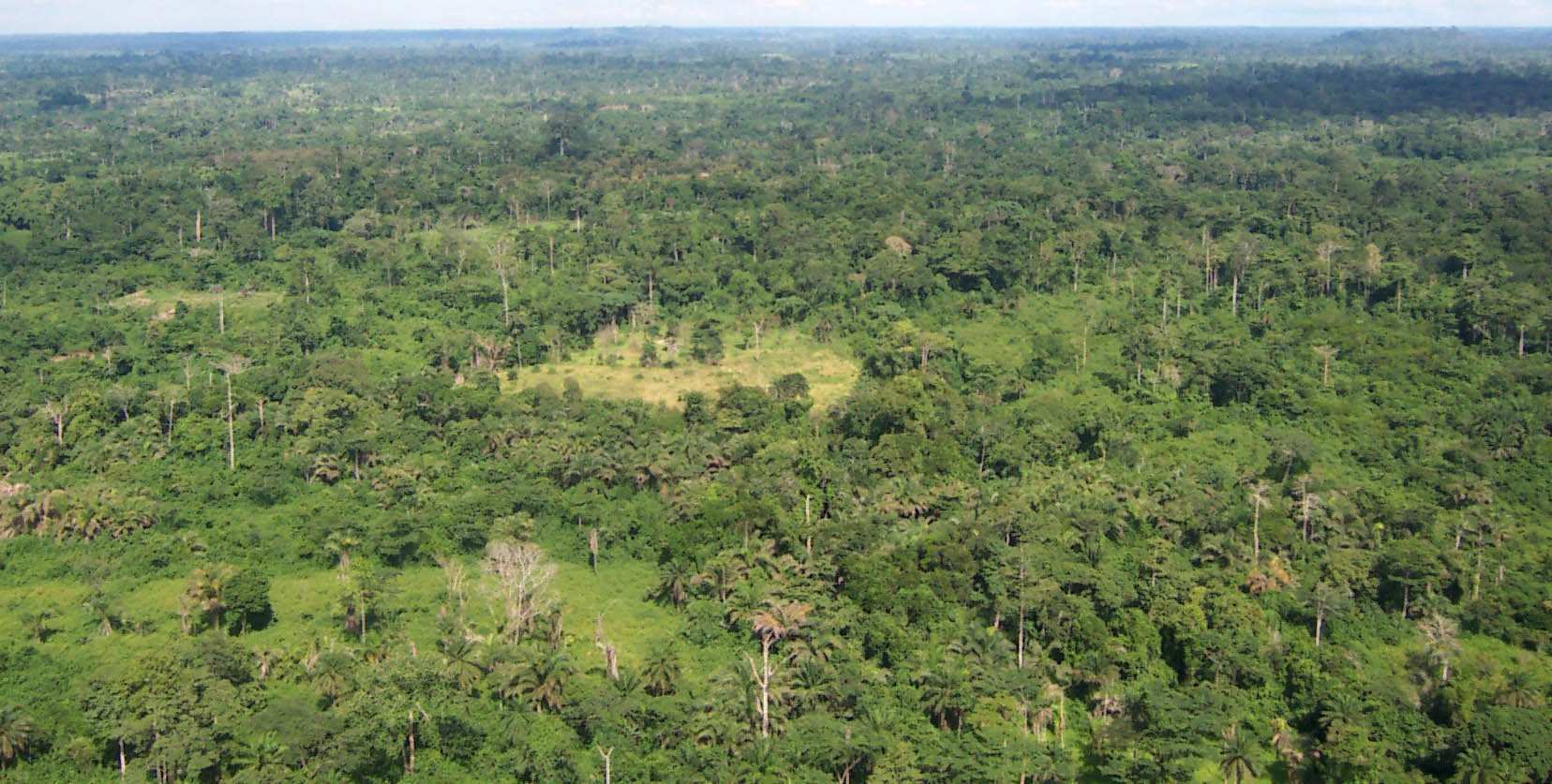
Selva Tropical en Liberia

Los acrisoles también son importantes en la frontera con Costa de Marfil y en todo el país. Se trata de suelos ácidos, pobres en nutrientes y arcillosos. Son propensos al encenagamiento y a la formación de costras, por lo que las zonas desbrozadas son difíciles de cultivar y muy susceptibles a la erosión. En estos suelos deben cultivarse plantas tolerantes a los ácidos, como la palma aceitera, cubriendo el suelo en la medida de lo posible.
Además de estos suelos dominantes a gran escala, hay otros con una distribución significativa:
- Los cambisoles son suelos relativamente fértiles y jóvenes de los valles fluviales.
- Los fluvisoles se forman a partir de sedimentos fluviales y se localizan directamente junto a los grandes ríos.
- Los gleysoles se encuentran en humedales y están muy influidos por las aguas subterráneas.
- Los leptosoles son suelos muy poco profundos en zonas montañosas.[78]
- Los nitisoles son suelos jóvenes y fértiles que se dan en pequeñas zonas de montaña
- Los regosoles son los suelos jóvenes, apenas desarrollados, de las dunas de la franja costera.

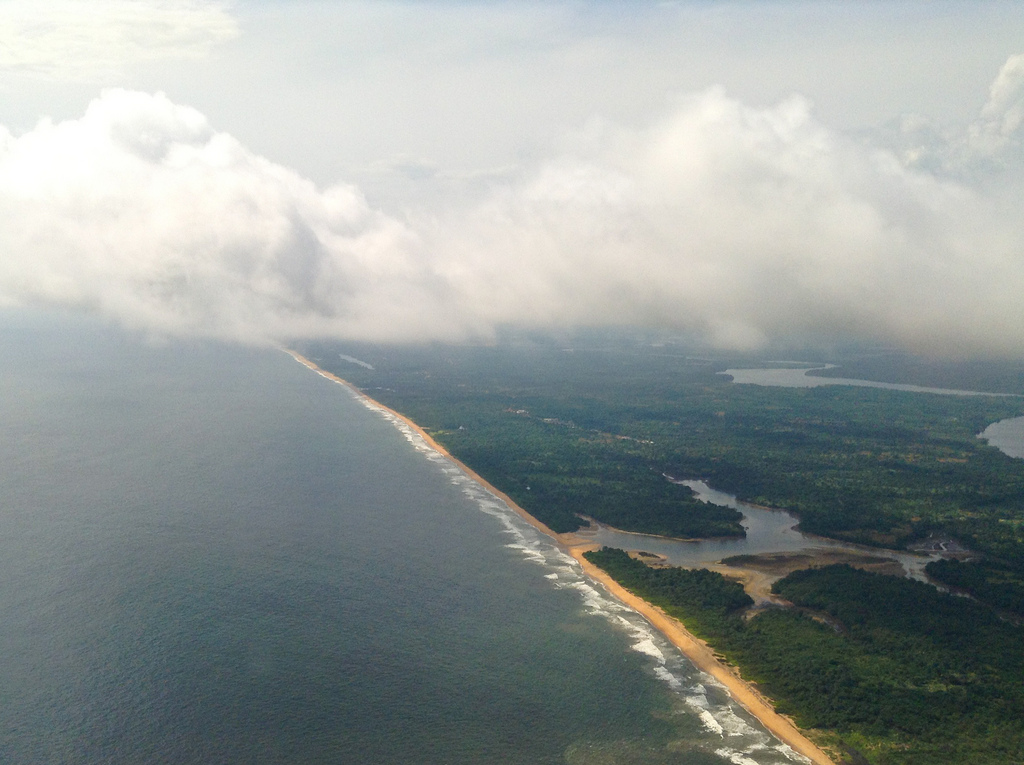
Vista de la Costa de Liberia en el Océano Atlántico

### Geología
La geología de Liberia es en gran parte roca extremadamente antigua formada hace entre 3.500 millones y 539 millones de años en el Arcaico y el Neoproterozoico, con algunas rocas de los últimos 145 millones de años cerca de la costa. El país posee abundantes recursos de hierro, diamantes, oro y otros minerales en antiguas formaciones sedimentarias erosionadas por las lluvias tropicales.
El Arcaico y el Paleoproterozoico, de entre 2.000 y 1.600 millones de años de antigüedad, subyacen en el 90% de Liberia, formando el Escudo de Man, parte del Cratón de África Occidental, una región de corteza continental estable remanente de la formación de los primeros continentes.
La Orogenia Leonesa, hace entre 3.500 y 2.900 millones de años, y la Orogenia Liberiana, hace entre 2.900 y 2.500 millones de años, influyeron en las rocas Arcaicas.
Los cinturones de piedra verde, secuencias de rocas metamórficas y volcánicas asociadas a cratones y utilizadas por los geólogos para estudiar la tectónica primitiva, se encuentran en el centro-sur de Liberia y datan de hace 2.100 millones de años. La zona de cizalla de Todi es una zona de cizalla de 400 kilómetros que se extiende hacia Liberia desde Sierra Leona, donde separa el Grupo Kasila y el Ensamblaje Kenema, antes de continuar mar adentro. En Liberia, separa las rocas Arcaicas de granito y piedra verde de las rocas neoproterozoicas de granulita y anfibolita, que datan de la orogenia panafricana. Las rocas gneis tanto del Arcaico como del Panafricano están metamorfoseadas hasta un grado intermedio de anfibolita, lo que forma parte del concepto de facies metamórficas en el que se forman diferentes conjuntos minerales metamórficos a temperatura y presión similares.

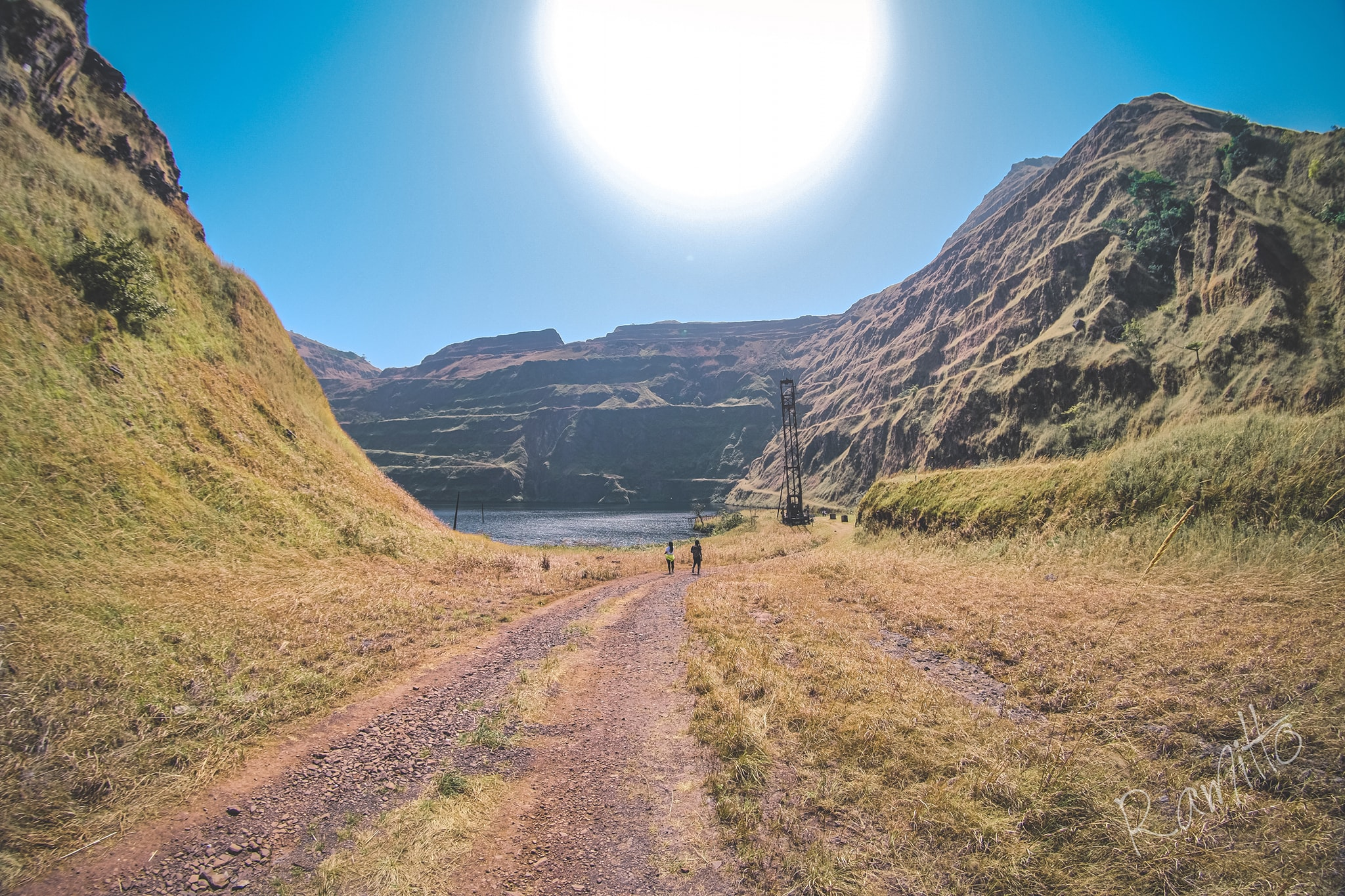
Vista frontal del Monte Nimba

Las rocas sedimentarias clásticas de la Formación Montaña Gibi, a 32 kilómetros al norte de la Zona de Cizalla de Todi, forman dos colinas densamente boscosas, que yacen inconformes sobre gneis Arcaico. La Formación Montaña Gibi, a su vez, está recubierta por klippe de cuarcita, una forma de terreno de falla de cabalgamiento remanente, que contiene itabirita. Basándose en las similitudes entre la Formación Montaña Gibi y el Grupo del Río Rokel en Sierra Leona, parece que se formó entre finales del Neoproterozoico y el Cámbrico. En ambas formaciones hay una secuencia de conglomerado, limolita arcillosa, arenisca y esquisto. Se cree que el conglomerado de la base de la Formación Montaña Gibi es sedimento glaciar remanente del evento global Bola de Nieve de la Tierra en el Neoproterozoico y se corresponde con otros depósitos glaciares alrededor de África Occidental.
En algunos lugares, diques aislados de diabasa y gabro intruyen las rocas precámbricas más antiguas. Arenisca, limolita, arcosa y conglomerado no metamorfoseados, probablemente del Cretácico, se encuentran en una estrecha franja de cinco kilómetros a lo largo de la costa, recubierta por sedimentos marinos neógenos formados hace entre 23 y 2,6 millones de años.

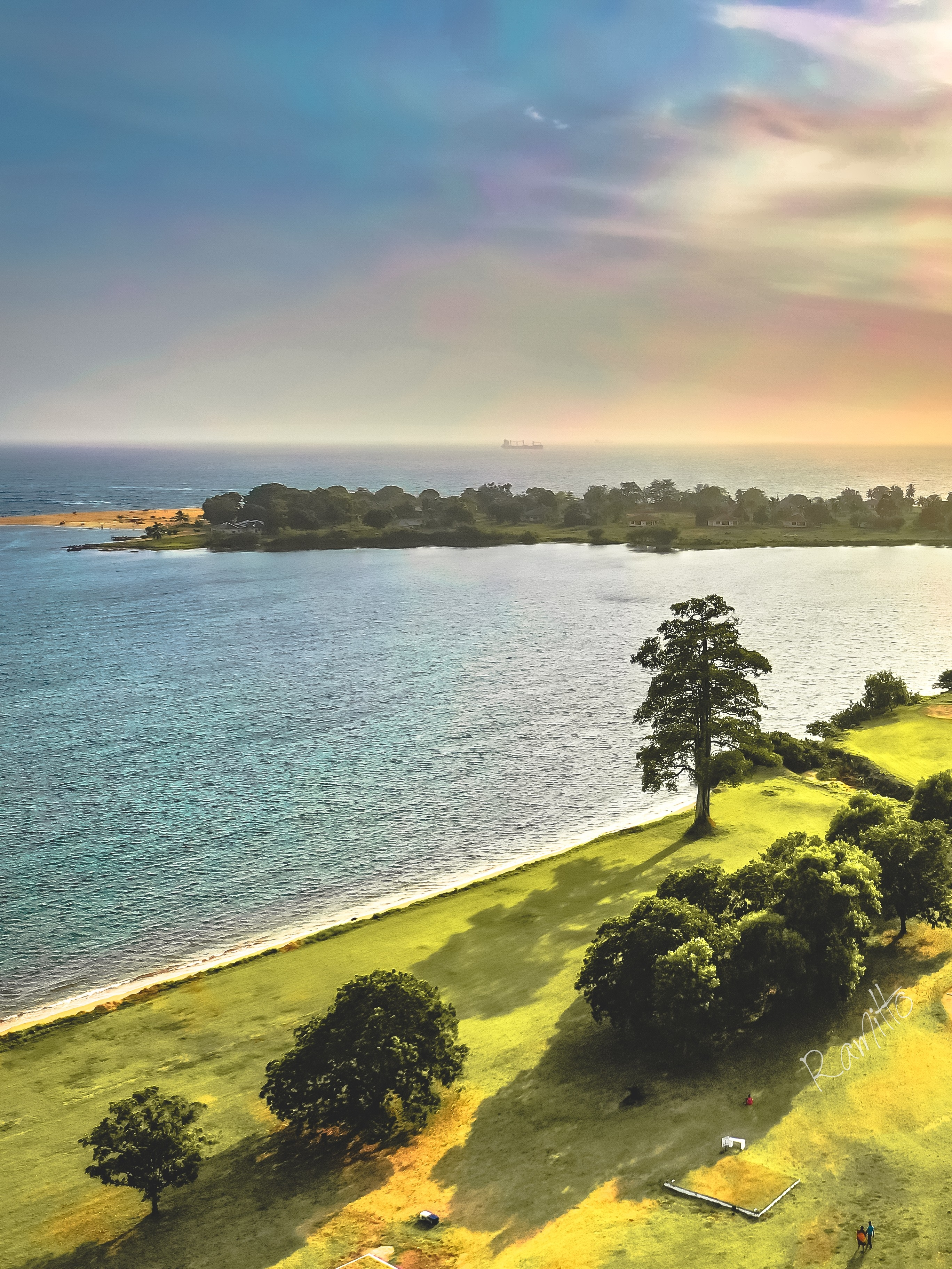
Vista del Río St. Paul (San Pablo) en el Condado de Montserrado

Prácticamente todos los acuíferos de Liberia se encuentran en roca basal precámbrica, a excepción de algunas unidades ígneas fracturadas y sedimentos no consolidados en la costa noroeste.
Liberia posee algunas de las mayores reservas de mineral de hierro de África, con un contenido de hierro de entre el 30% y el 67%, en formaciones de hierro en bandas del Precámbrico. Los minerales de alta ley, con más del 60%, son principalmente hematites, mientras que los de menor ley, con entre un 30% y un 40% de hierro, suelen ser magnetita. Liberia también cuenta con yacimientos de ley media de una mezcla de hematita y magnetita. Los suelos lateríticos se formaron a medida que la lluvia lixiviaba lentamente los silicatos, un proceso conocido como laterización, dejando minerales de grado medio y alto altamente enriquecidos. La zona del monte Nimba tuvo en su día las mejores reservas, pero casi todas han sido extraídas. Las formaciones de hierro en bandas también albergan yacimientos de oro. Debido a la extensa laterización, Liberia puede tener importantes yacimientos de níquel y cobalto.
Junto con Guinea, Sierra Leona y Costa de Marfil, Liberia posee uno de los mejores potenciales diamantíferos de África, en tubos de kimberlita del subyacente Escudo Arcaico de Man, aunque no se han descubierto yacimientos muy grandes de diamantes. Debido a la agitación política y la violencia, la mayor parte de la extracción de diamantes se limita a excavaciones aluviales cerca de la frontera con Sierra Leona y, hasta la fecha, no se han realizado exploraciones exhaustivas de yacimientos aluviales en alta mar. El mercurio utilizado para separar el oro en la minería artesanal ha contaminado las aguas superficiales y subterráneas en algunas zonas de Liberia.
El geofísico Stephen E. Haggerty, investigando pequeños tubos de kimberlita de una hectárea en Liberia, descubrió que el Pandanus candelabrum, más conocido como árbol candelabro, es un indicador botánico de la kimberlita, que crece selectivamente encima de los tubos.
La bauxita, la cianita y la barita también pueden ser explotables. La arena y la arcilla para cerámica se extraen localmente en todo el país.

## Economía

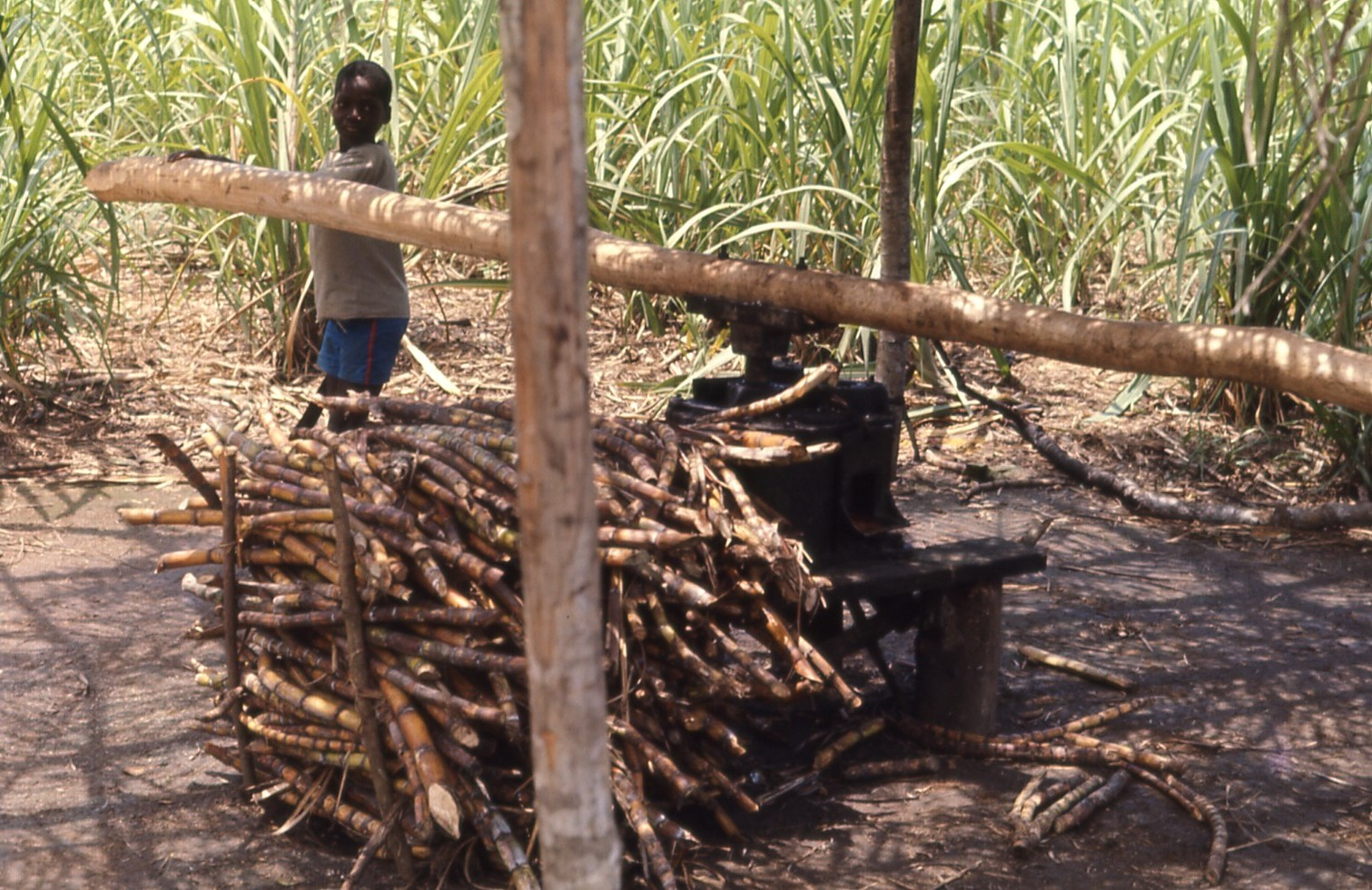
Joven liberiano cortando caña de azúcar.

La economía liberiana dependía en gran medida de la exportación de mineral de hierro. Hasta 1990, el país también era exportador de caucho. La larga guerra civil ha destruido mucha de la infraestructura económica del país, por lo que Liberia se ha vuelto dependiente de la ayuda extranjera. Para julio de 2009, según la base de datos del Banco Mundial, la tasa de desempleo en Liberia correspondía al 88%, la segunda más alta del mundo, solo por detrás de la de Zimbabue. Al concluir la guerra, se reanudaron las exportaciones de hierro y caucho, aunque en un volumen inferior al de la década de 1980. En estos sectores se concentra el grueso de la mano de obra de la nación, que trabaja bien en condiciones legales o ilegales. A menudo los trabajadores se ven sometidos a condiciones de trabajo inseguras o nocivas para la salud. 
Liberia es uno de los lugares del mundo por los que circula ilegalmente mayor cantidad de diamantes, principalmente provenientes de Sierra Leona. También se la conoce por ser un intermediario en el tráfico de cocaína entre los países productores de África y los consumidores en Europa y América del Norte.
El principal aeropuerto es el Aeropuerto Internacional de Monrovia.

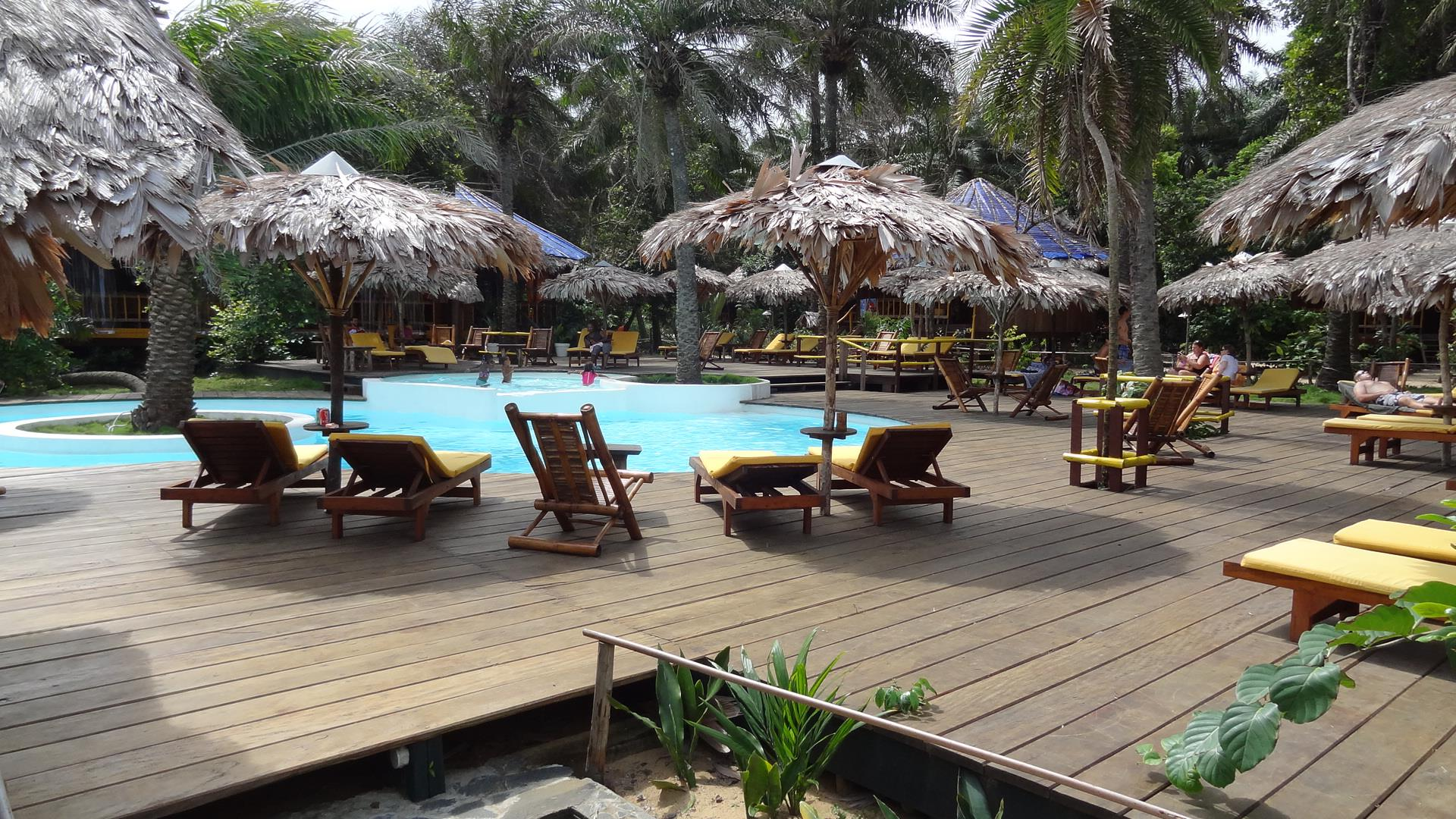
Un complejo turístico en Liberia

### Turismo
El turismo constituye una pequeña parte de la economía nacional de Liberia. En el pasado, muchos turistas visitaban Liberia, en su mayoría procedentes de Estados Unidos. La economía de Liberia, incluida la industria turística, resultó muy dañada por la guerra civil en el país, y sólo ha empezado a remontar con la puesta en marcha de una Asociación de Turismo en el país. Los turistas disponen ahora de alojamiento, así como de infraestructuras de transporte. Un punto positivo es el surf en Robertsport.
Las playas de Liberia están poco concurridas y vírgenes. Este idílico litoral se extiende a lo largo de cientos de kilómetros bordeados por una espesa selva tropical y manglares que se derraman sobre la arena dorada para encontrarse con las olas del Atlántico.

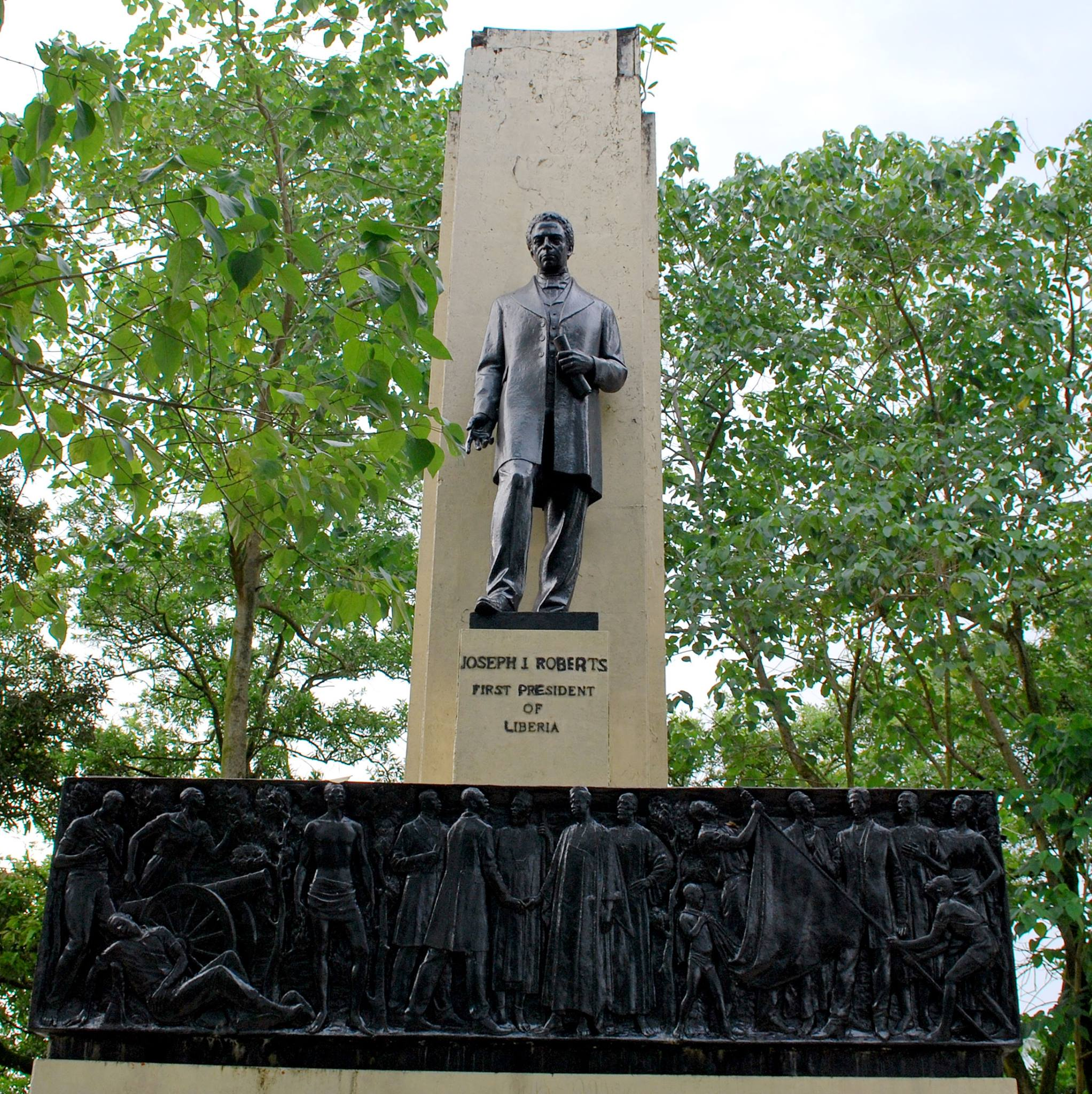
Monumento a Joseph Roberts primer presidente de Liberia

Existe un relajado ambiente surfista en Robertsport, donde surfistas de todos los niveles practican deporte aprovechando las ondulantes olas del Atlántico que caen sobre estas remotas costas doradas. La exuberante selva tropical y tranquilidad absoluta atraen a diversos visitantes, incluyendo los que vienen para surfear o si simplemente disfrutar de un apacible retiro tropical.
El Robertsport Surf Club ofrece alquiler de tablas y clases para los visitantes que quieren aprender a hacer surf. O Visitar la playa de Nana's Lodge, las extensas playas están bordeadas de bosques de palmeras y manglares, lo que hace de éste un refugio tropical verdaderamente especial y remoto para los exploradores que quieran alejarse de todo. En las playas de Marshall también hay varios complejos turísticos.
Hoy en día, las ruinas de las mansiones antebellum de Harper, Cabo Palmas, permanecen como testimonio de la herencia americano-liberiana de la ciudad, pero sus magníficas playas sin explotar, sus cocoteros meciéndose y sus cálidas aguas la convierten en una escapada playera y pesquera sin pretensiones.
No hace falta desplazarse fuera de la zona de Monrovia para disfrutar de la playa. Se puede pasar el día en uno de los hoteles de playa de Paynesville, un suburbio al este de Monrovia, o ir al norte de Monrovia, a Brewerville.

### Energía
Los servicios públicos de electricidad los presta únicamente la Corporación de Electricidad de Liberia, de propiedad estatal, que explota una pequeña red casi exclusivamente en el distrito del Gran Monrovia. La gran mayoría de los servicios de energía eléctrica los proporcionan pequeños generadores de propiedad privada. Con 0,54 dólares por kWh, el coste de la electricidad en Liberia es de los más altos del mundo. La capacidad total en 2013 era de 20 MW, un fuerte descenso desde el pico de 191 MW alcanzado en 1989, antes de las guerras.
La reparación y ampliación del proyecto hidroeléctrico de Mount Coffee, con una capacidad máxima de 80 MW, se completó en 2018. Se espera que la construcción de tres nuevas centrales eléctricas de fuel oil pesado aumente la capacidad eléctrica en 38 MW. En 2013, Liberia comenzó a importar energía de las vecinas Costa de Marfil y Guinea a través del West African Power Pool.

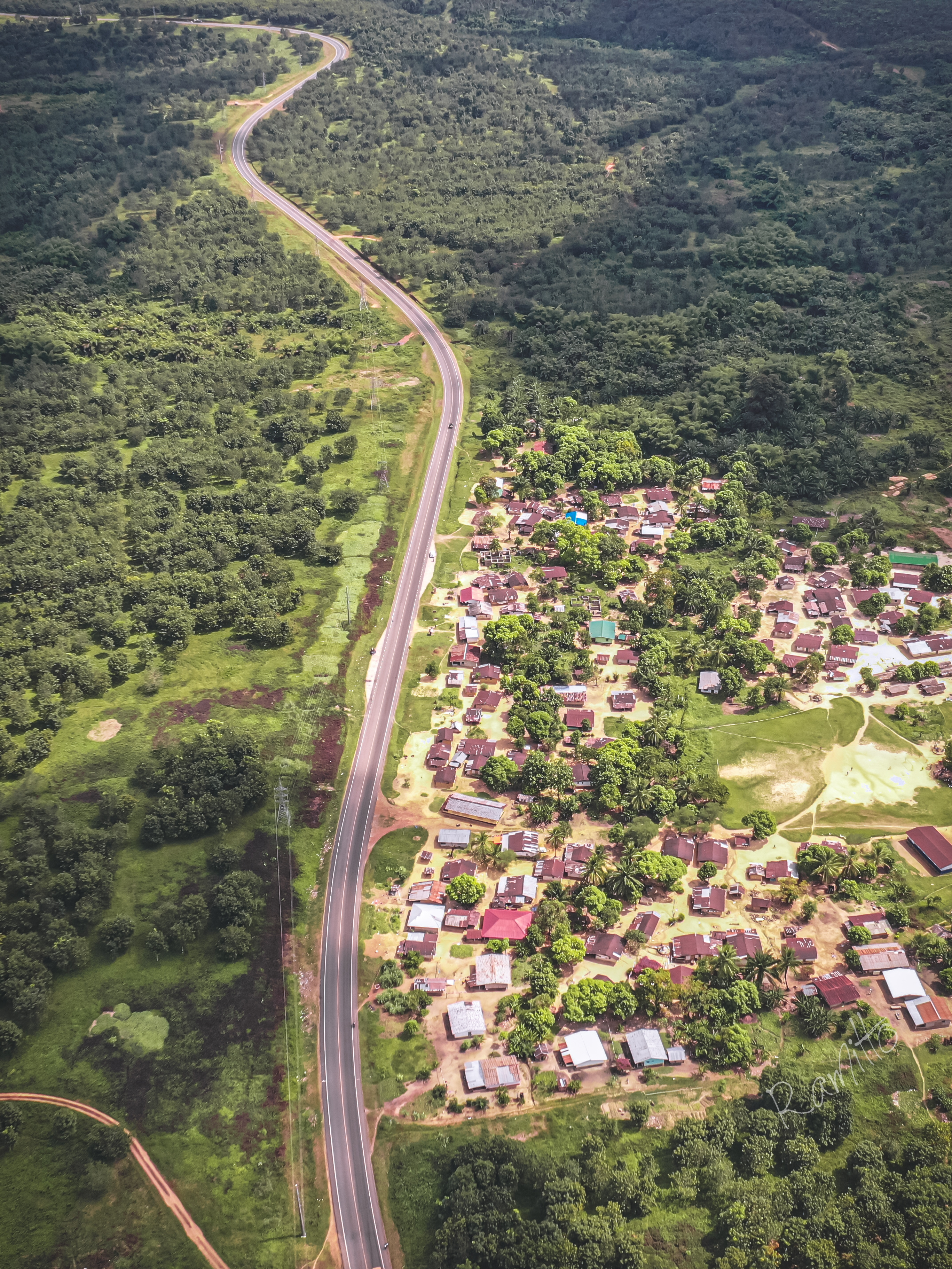
Una carretera en una localidad del Condado de Montserrado, Liberia

Liberia ha comenzado la exploración de petróleo en alta mar; las reservas de petróleo no probadas pueden superar los mil millones de barriles. El gobierno dividió sus aguas en alta mar en 17 bloques y comenzó a subastar licencias de exploración para los bloques en 2004, con subastas posteriores en 2007 y 2009. En 2011 se demarcaron otros 13 bloques en alta mar ultraprofundos y se planificó su subasta. Entre las empresas que han obtenido licencias se encuentran Repsol YPF, Chevron Corporation y Woodside Petroleum.

## Transporte
El transporte en Liberia consta de 266 millas de ferrocarril, 6.580 millas de autopistas (408 millas pavimentadas), puertos marítimos, 29 aeropuertos (2 pavimentados) y 2 millas de oleoducto para el transporte de petróleo[1] Los autobuses y los taxis son las principales formas de transporte terrestre en Monrovia y sus alrededores. También hay barcos de alquiler.
El ferrocarril en Liberia comprendía dos líneas desde el puerto de Monrovia, en el noreste, y una línea desde el puerto de Buchanan, en el centro. Las líneas se construyeron principalmente para transportar mineral de hierro. En 2010, solo estaba operativo el ferrocarril de la mina de Bong, pero el ferrocarril de Lamco fue reconstruido por Arcelor Mittal y puesto de nuevo en servicio en 2011 hasta Tokadeh, en el condado de Nimba, permitiendo la exportación de mineral de hierro desde la mina de la empresa en la frontera guineana a través del puerto de Buchanan.

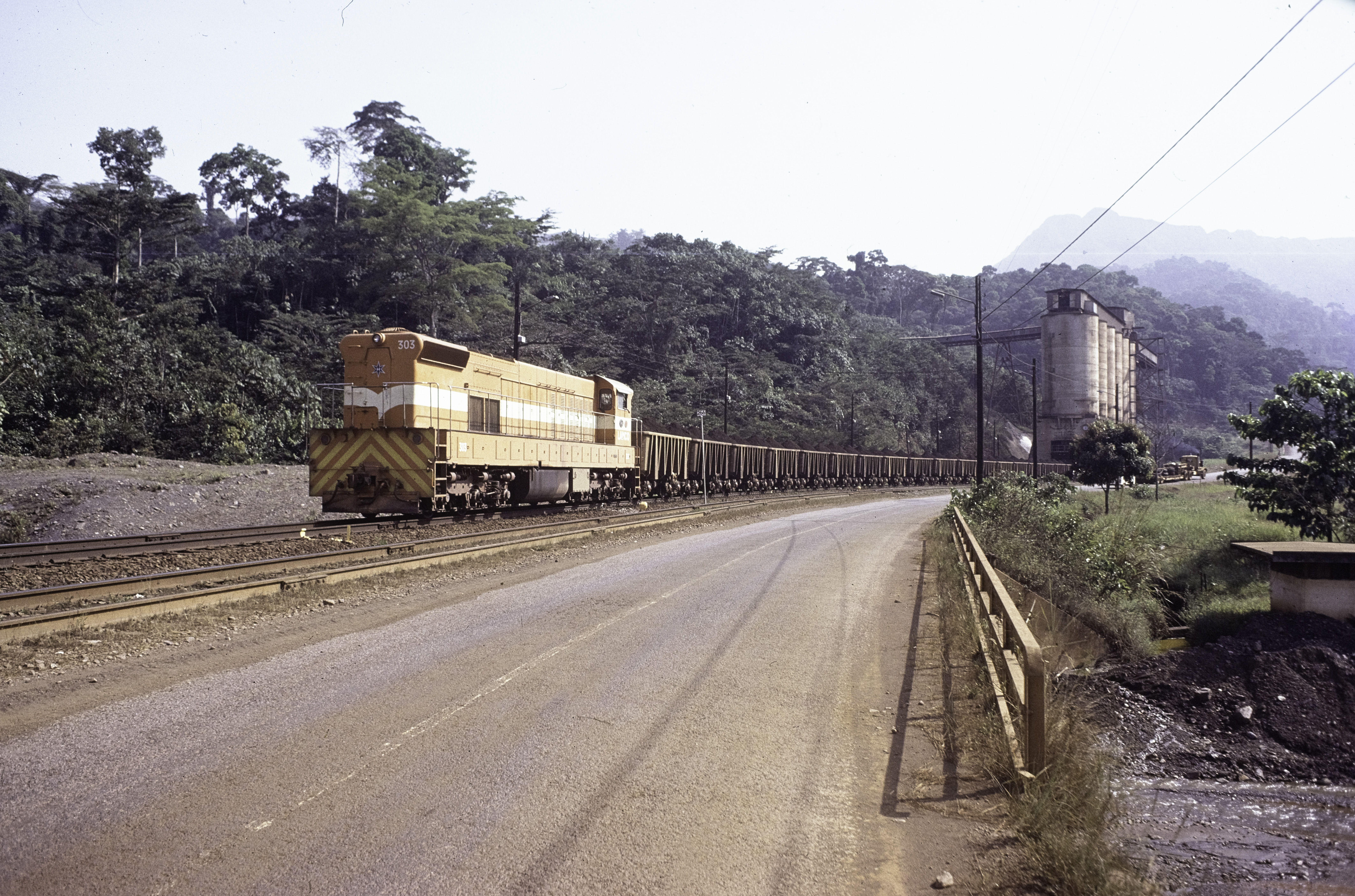
Ferrocarril para el transporte de Minerales en el Condado de Nimba

El ferrocarril del Río Mano, de 1.067 mm (3 pies 6 pulgadas) de ancho, transportaba principalmente mercancías, pero contaba con un servicio de pasajeros muy limitado entre Monrovia, la terminal Mano River, Brewerville, Klay, Tubmanburg y la mina Mano River. En la actualidad está en desuso, debido al agotamiento de los yacimientos de mineral de hierro de la línea.
El ferrocarril de Lamco se construyó originalmente para llevar mineral de hierro desde el monte Nimba - estación de tren de Yekepa y Tokadeh hasta el puerto de Buchanan, para su exportación. Cayó en desuso y resultó dañado durante la guerra civil, pero ha sido reconstruido recientemente por Arcelor Mittal desde Tokadeh hasta la costa y se puso de nuevo en servicio en 2011. Este ferrocarril tiene un ancho de vía estándar de 1.435 mm (4 pies 8+1⁄2 pulgadas).

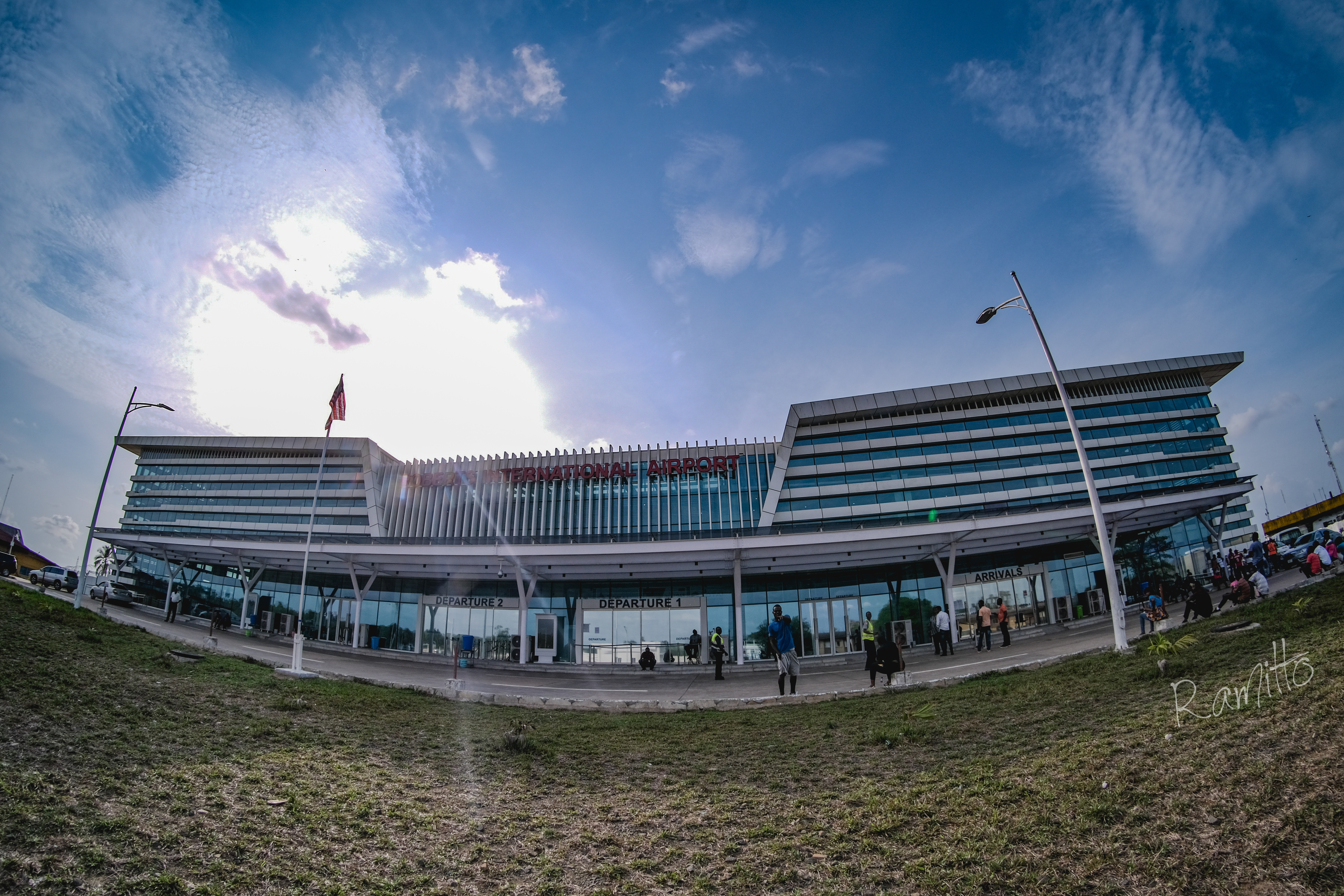
El Aeropuerto Internacional Roberts el más grande de Liberia

En 2022 se propuso una corta extensión a través de la frontera con Guinea para dar servicio a los yacimientos de mineral de hierro de ese país. El proyecto está siendo promovido por High Power Exploration, que tiene un acuerdo con el gobierno guineano para desarrollar el proyecto de mineral de hierro de Nimba. Su filial liberiana Ivanhoe Liberia pretende acordar un acceso compartido a la línea ferroviaria entre Buchanan y Tokadeh, reconstruir una línea desde allí hasta Yekepa abandonada en 1992 y construir una nueva línea de 2-3 km desde Yekepa hasta la frontera. Esto se uniría a un corto tramo de ferrocarril nuevo dentro de Guinea para llegar a la mina.
El principal aeropuerto internacional del país es el Aeropuerto Internacional Roberts.

## Demografía
Para el año 2018, la población de Liberia era de 4 818 973 habitantes y comprendía 16 grupos étnicos indígenas y varias minorías extranjeras. Los kpelle del centro y oeste de Liberia son el grupo étnico más numeroso. Los américo-liberianos, descendientes de esclavos afroamericanos libertados que llegaron al país en 1821, representan aproximadamente el 5 % de la población aunque, pese a representar tan escaso porcentaje, son quienes han dominado históricamente la vida política del país. También hay un número importante de libaneses, indios e inmigrantes de otros países de África Occidental que contribuyen en gran medida al comercio de Liberia. Una minoría de raza blanca (calculada en 18 000 personas en 1999, si bien es probable que el número luego se redujese) reside en el país. La emigración (por motivos políticos, económicos o étnicos) es muy frecuente. Estados Unidos y los países de Europa Occidental son el destino más habitual de los liberianos emigrados. 
El idioma oficial de Liberia es el inglés, que solo emplean de manera habitual los américo-liberianos y un pequeño grupo de la población indígena. También sirve de lingua franca para la comunicación entre las distintas etnias del país.

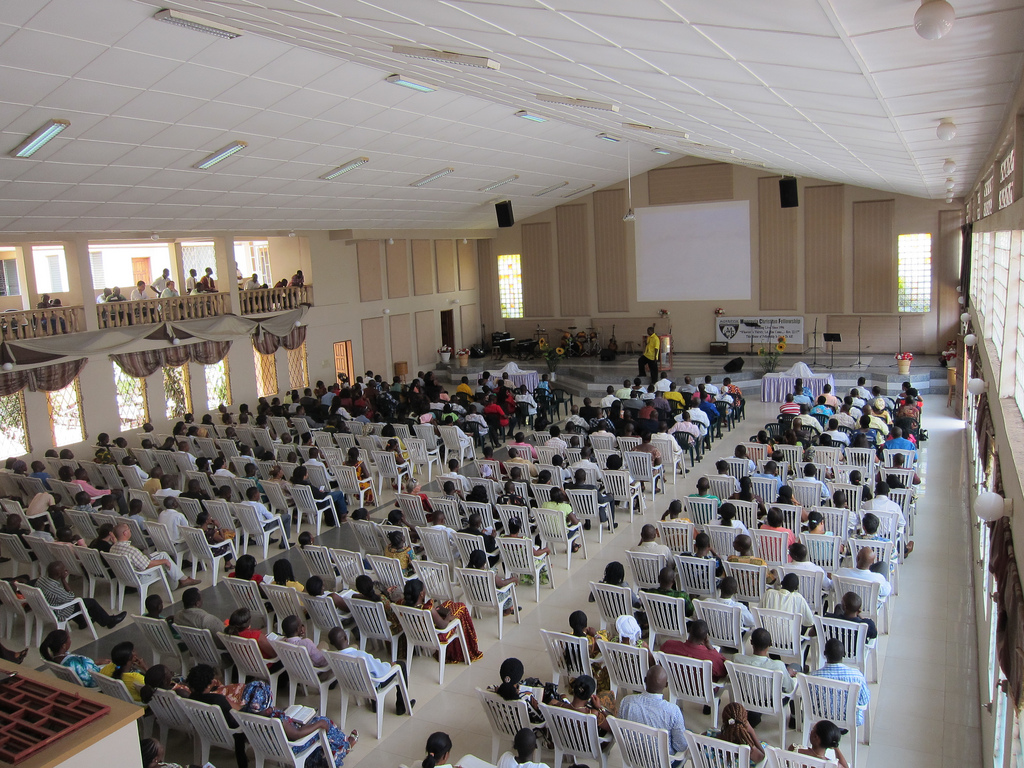
Un grupo de cristianos reunidos en una ceremonia religiosa en Liberia

### Religión
Según el censo nacional de 2008, el 85,6 % de la población practica el cristianismo, mientras que los musulmanes representan una minoría del 12,2 %. en gran parte de los grupos étnicos mandingo y vai. La gran mayoría de los musulmanes son sunitas malikitas, con importantes minorías chiitas y ahmadías. El 0,5 % de la población practica las religiones indígenas tradicionales, mientras que el 0,4 % no se suscribe a ninguna religión.
Una multitud de confesiones protestantes diversas como las denominaciones luterana, bautista, episcopal, presbiteriana, pentecostal, metodista unida, episcopal metodista africana (AME) y sionista episcopal metodista africana (AME Zion) forman la mayor parte de la población cristiana, seguidas de adherentes de la Iglesia católica y otros cristianos no protestantes.
La mayoría de estas denominaciones cristianas fueron traídas por colonos afroamericanos que se mudaron de los Estados Unidos a Liberia a través de la Sociedad de Colonización Estadounidense, mientras que algunos son indígenas, especialmente los protestantes pentecostales y evangélicos.

Una misa católica en Monrovia, la capital nacional

El protestantismo se asoció originalmente con los colonos americanos negros y sus descendientes americo-liberianos, mientras que los pueblos nativos mantuvieron sus propias formas animistas de religión tradicional africana. Los pueblos indígenas estaban sujetos a misioneros cristianos, así como los esfuerzos de los americo-liberianos para cerrar la brecha cultural por medio de la educación. Esto resultó exitoso, dejando a los cristianos una mayoría en el país.

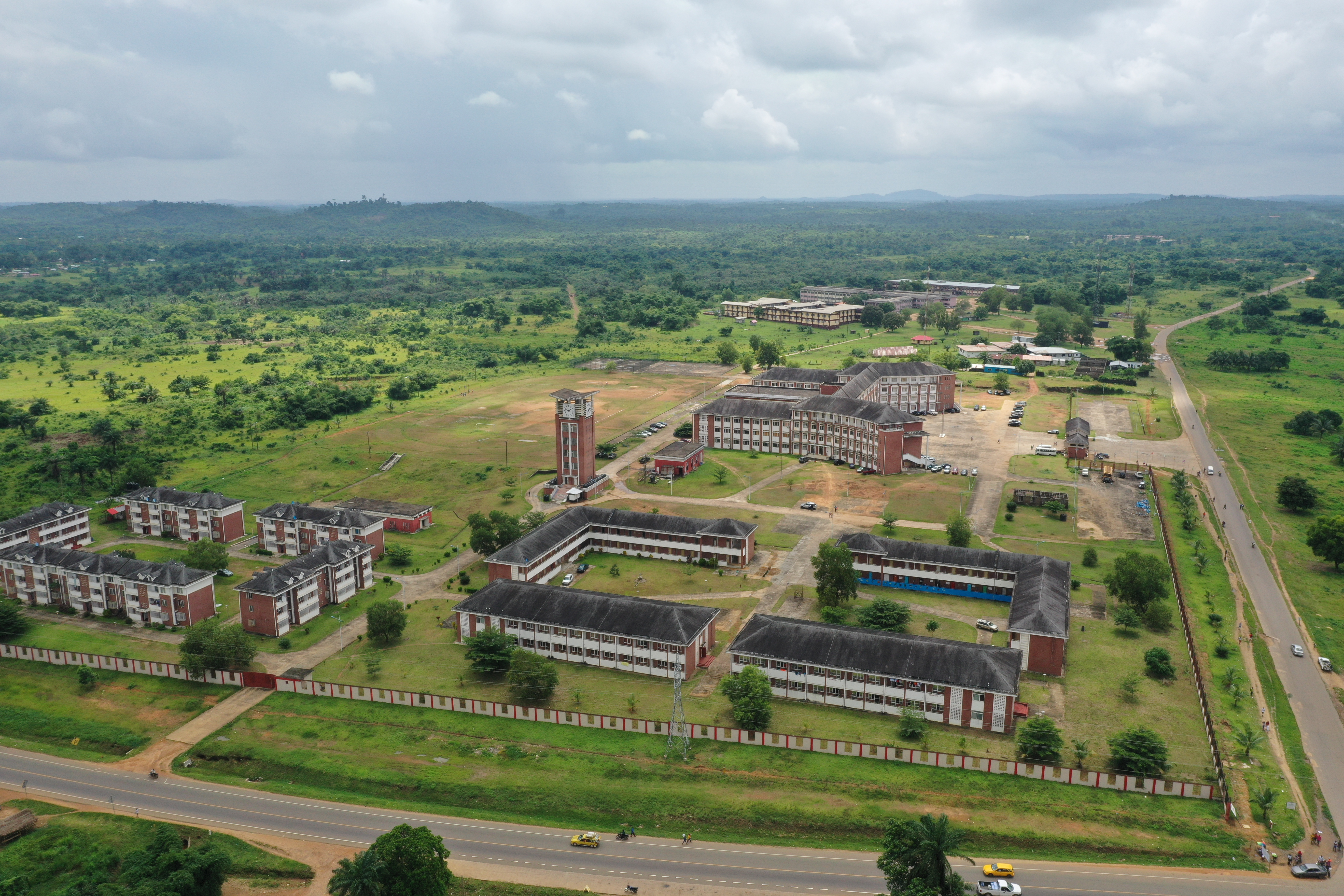
Edificios de la Universidad de Liberia

### Educación
En 2010, la tasa de alfabetización de Liberia se estimaba en un 60,8 % (64,8 % para los hombres y 56,8 % para las mujeres). En algunas zonas, la educación primaria y secundaria es gratuita y obligatoria de los 6 a los 16 años, aunque el cumplimiento de la asistencia es laxo. En otras zonas, los niños deben pagar una matrícula para asistir a la escuela. Los niños cursan una media de 10 años de educación (11 para los niños y 8 para las niñas. El sector educativo del país se ve obstaculizado por la falta de escuelas y suministros adecuados, así como por la falta de profesores cualificados.
La enseñanza superior se imparte en varias universidades públicas y privadas. La Universidad de Liberia es la mayor y más antigua del país. Situada en Monrovia, la universidad abrió sus puertas en 1862. En la actualidad cuenta con seis facultades, entre ellas una de medicina y la única facultad de derecho del país, la Facultad de Derecho Louis Arthur Grimes.
En 2009, se estableció la Universidad Tubman en Harper, en el condado de Maryland, como la segunda universidad pública de Liberia. Desde 2006, el gobierno también ha abierto colegios comunitarios en Buchanan, Sanniquellie y Voinjama.
Debido a las protestas estudiantiles a finales de octubre de 2018, el recién elegido presidente George Weah abolió las tasas de matrícula para los estudiantes universitarios en las universidades públicas de Liberia.

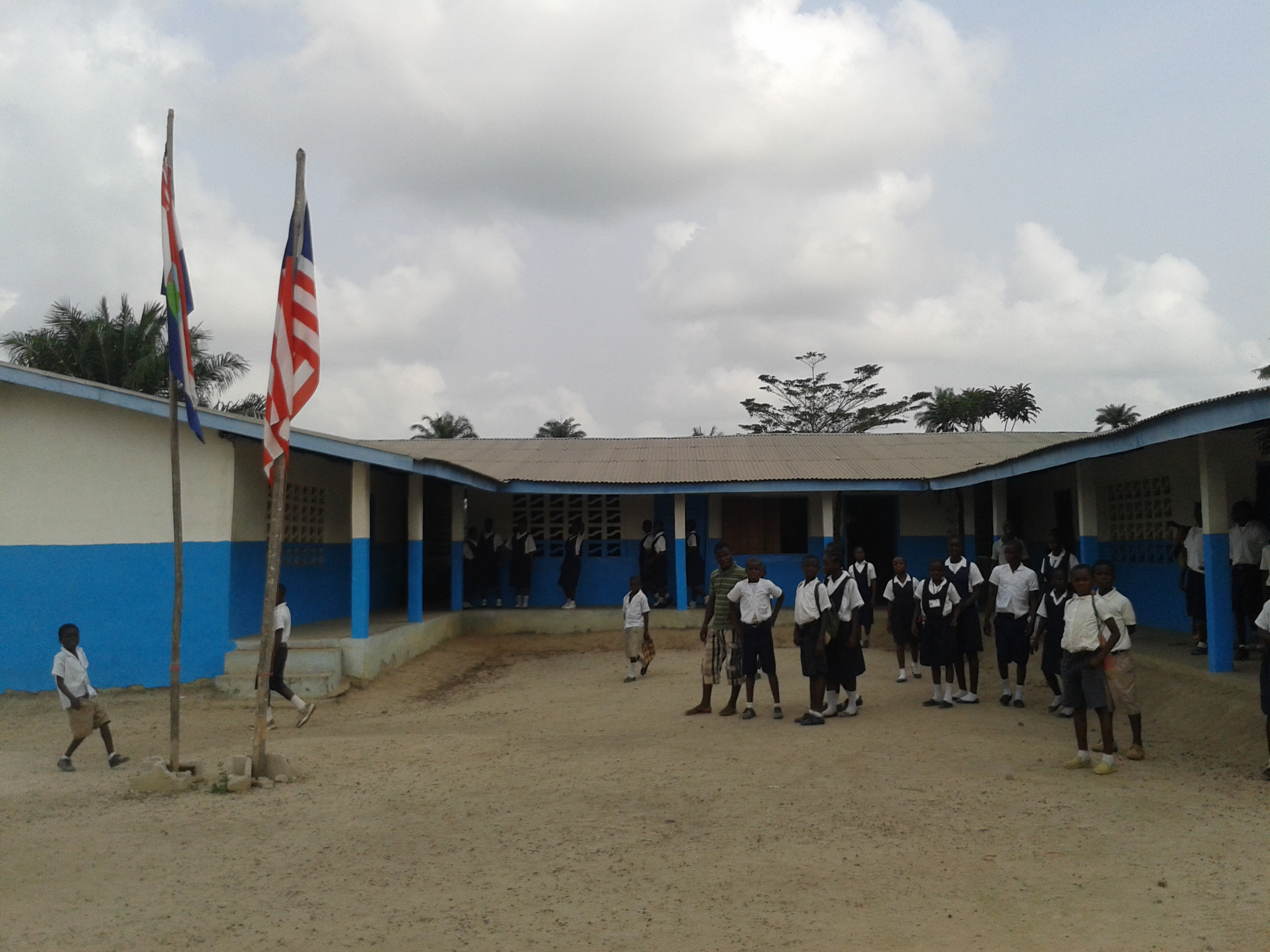
Niños en una escuela pública del Condado de Nimba

Las principales universidades privadas del país son
- La Universidad Cuttington fue fundada por la Iglesia Episcopal de EE. UU. en 1889[116] en Suakoko, condado de Bong, como parte de su labor educativa misionera entre los pueblos indígenas. Es la universidad privada más antigua del país.
- El Politécnico Stella Maris, institución privada de enseñanza superior postsecundaria. Fundada en 1988, es propiedad de la archidiócesis católica  de Monrovia, que también la gestiona. Situada en Capitol Hill, cuenta con unos 2.000 estudiantes.[117]
- La Universidad Adventista de África Occidental, centro de enseñanza postsecundaria situado en el condado de Margibi, en el aeropuerto internacional Roberts.[118]
- La Universidad Metodista Unida, una universidad cristiana privada situada en Liberia, África Occidental, es comúnmente conocida entre los lugareños como UMU. En 2016, contaba con aproximadamente 9.118 estudiantes. Esta institución se fundó en 1998.[119]
- La Universidad Metodista Africana, una institución privada de educación superior fundada en 1995.[120]
- La Universidad Starz, una institución privada de educación superior que se estableció en los Estados Unidos en 2007, y se incorporó en Monrovia, 2009; con el objetivo de hacer frente a la tecnología de la información (TI) una necesidad para el desarrollo de Liberia.[121]
- El colegio universitario St. Clements, institución privada de enseñanza superior fundada en 2008.[122]

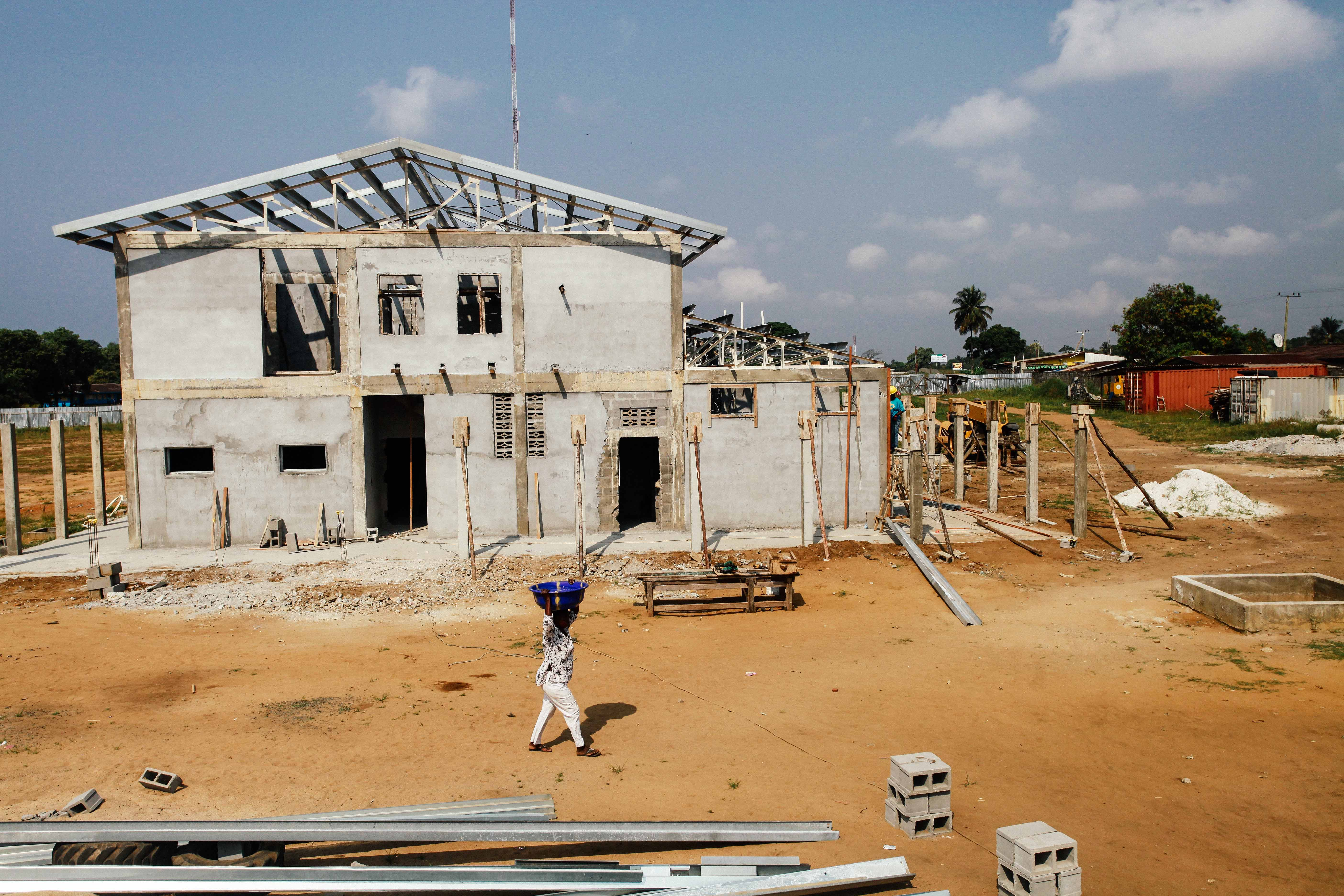
El Hospital Elwa en construcción en 2014

### Salud
Entre los hospitales de Liberia se encuentran el Centro Médico John F. Kennedy de Monrovia y varios otros. Se calcula que la esperanza de vida en Liberia fue de 64,4 años en 2020. Con una tasa de fertilidad de 5,9 nacimientos por mujer, la tasa de mortalidad materna se situó en 990 por 100.000 nacimientos en 2010, y en 1.072 por 100.000 nacimientos en 2017. Varias enfermedades altamente transmisibles están muy extendidas, como la tuberculosis, las enfermedades diarreicas y la malaria. En 2007, la tasa de infección por VIH era del 2% de la población entre 15 y 49 años, mientras que la incidencia de la tuberculosis era de 420 por cada 100.000 habitantes en 2008. Se estima que aproximadamente entre el 58,2 % y el 66% de las mujeres han sido sometidas a la mutilación genital femenina.
Liberia importa el 90 % de su arroz, un alimento básico, y es extremadamente vulnerable a la escasez de alimentos. En 2007, el 20,4 % de los niños menores de cinco años estaban desnutridos. En 2008, sólo el 17 % de la población tenía acceso a instalaciones sanitarias adecuadas.
Aproximadamente el 95 % de las instalaciones sanitarias del país habían sido destruidas cuando finalizó la guerra civil en 2003. En 2009, el gasto público en sanidad per cápita era de 22 dólares estadounidenses (~30,00 dólares en 2023), lo que suponía el 10,6 % del PIB total. En 2008, Liberia sólo contaba con un médico y 27 enfermeros por cada 100.000 habitantes.
En 2014, un brote del virus del Ébola en Guinea se extendió a Liberia. Hasta el 17 de noviembre de 2014, había 2.812 muertes confirmadas por el brote en curso. A principios de agosto de 2014, Guinea cerró sus fronteras con Liberia para ayudar a contener la propagación del virus, ya que se estaban registrando más casos nuevos en Liberia que en Guinea. El 9 de mayo de 2015, Liberia fue declarada libre de ébola tras seis semanas sin nuevos casos.
Según un informe del Instituto de Desarrollo de Ultramar, el gasto sanitario privado representa el 64,1 % del gasto total en sanidad.

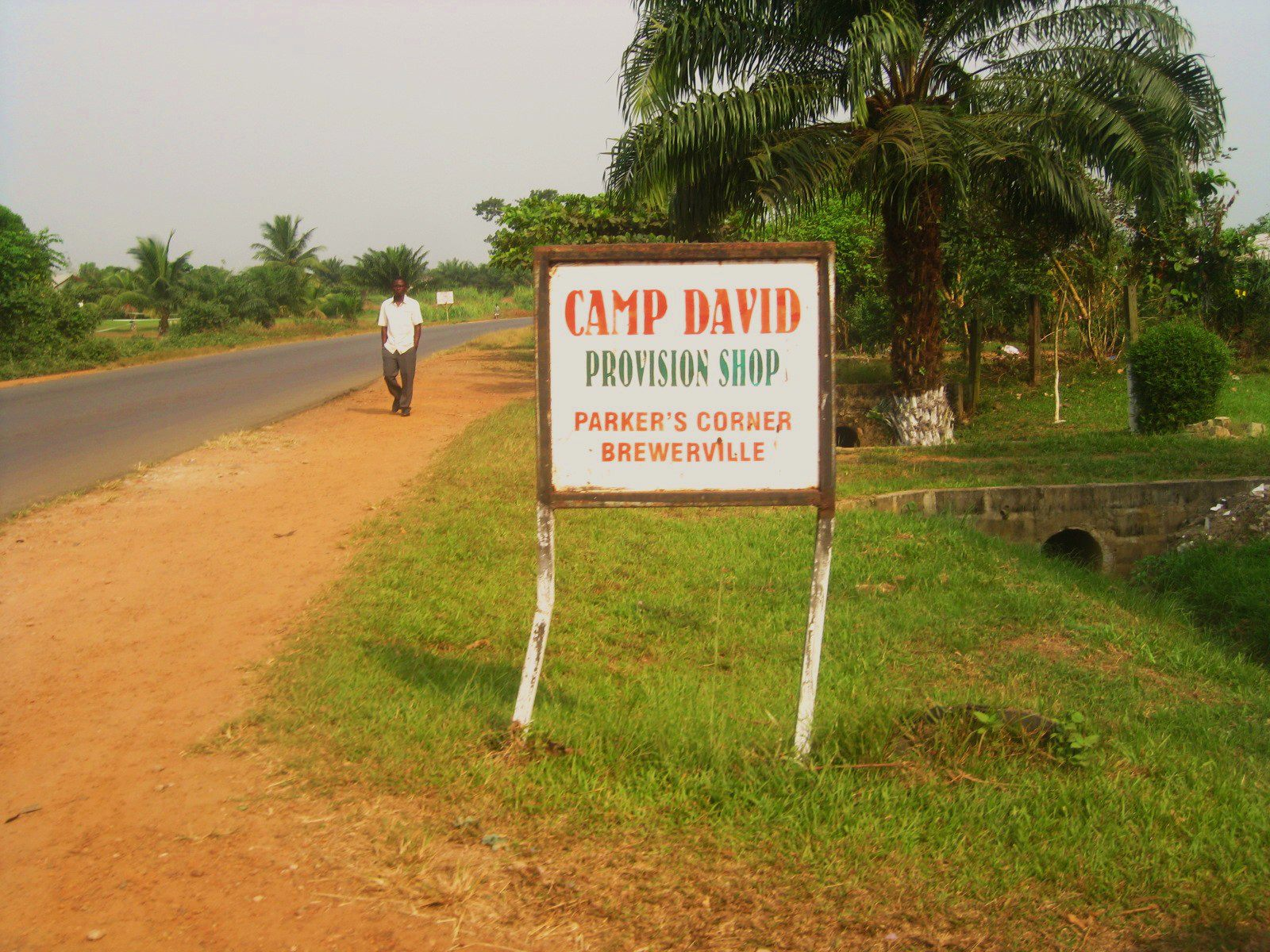
Un aviso escrito en inglés en Liberia

### Idiomas
Liberia es un país multilingüe con más de 30 lenguas indígenas habladas en el país por la población local.
Las lenguas pertenecen a la familia lingüística nigerocongolesa y pueden dividirse en diversos grupos lingüísticos: mandeká en el este y kru en sur del país, y las lenguas del Atlántico occidental y el mande se hablan en el oeste y el norte del país.

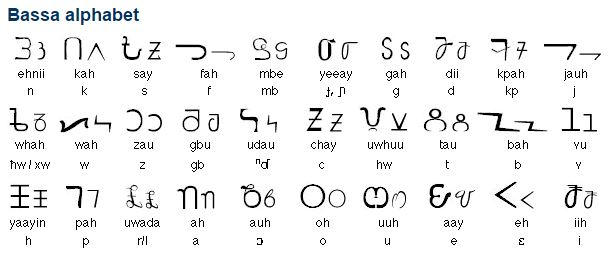
El alfabeto del pueblo bassa, una de las etnias de Liberia

Sin embargo, el inglés es la lengua oficial, aunque de forma modificada como inglés liberiano, con numerosos préstamos de lenguas de África Occidental intercalados. Ninguna de las lenguas africanas ha podido asumir una posición dominante en el contexto nacional de Liberia. En la vida cotidiana, siempre predominan las lenguas preferidas por los distintos grupos étnicos. Sólo el 2,5 % de la población, descendiente de los esclavos libertos reasentados desde Estados Unidos, habla inglés como lengua materna.
Algunos de los pueblos liberianos se han dado a conocer por sus logros, ampliamente reconocidos, en el desarrollo de sus propios sistemas de escritura. Todos los ejemplos conocidos de la escritura vai se han recogido en el Museo Nacional de Monrovia. La escritura vai es una especialidad entre las escrituras, ya que se utilizaba para registrar nombres de familias y lugares africanos y otros detalles personales en los registros eclesiásticos. Esta escritura sólo la dominaban unos pocos miembros del grupo étnico, que debían comunicar esos datos a las autoridades.

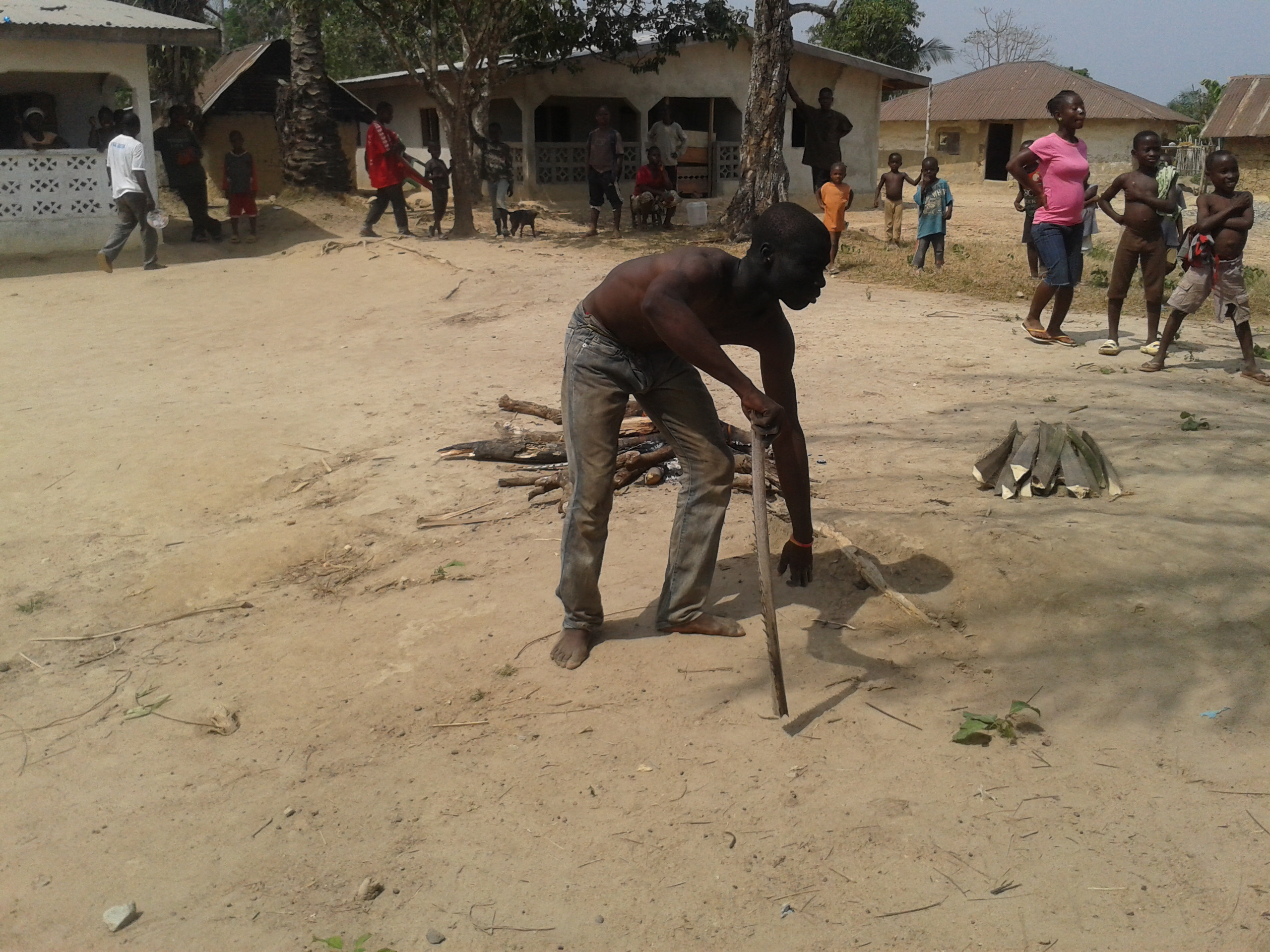
Un hombre de la etnia gio durante un ritual con madera y cenizas

### Etnias
La población incluye 16 grupos étnicos indígenas y varias minorías extranjeras. Los pueblos indígenas constituyen aproximadamente el 95% de la población. Los 16 grupos étnicos oficialmente reconocidos son los kpelle, bassa, mano, gio o dan, kru, grebo, krahn, vai, gola, mandingo o mandinka, mende, kissi, gbandi, loma, dei o dewoin, belleh y los descendientes de estadounidenses.
Los kpelle constituyen más del 20 % de la población y son el grupo étnico más numeroso de Liberia; residen sobre todo en el condado de Bong y las zonas adyacentes del centro del país. Los liberianos estadounidenses, descendientes de colonos afroamericanos y antillanos, en su mayoría barbadenses (bajan), representan el 2,5 %. Los congoleños, descendientes de esclavos repatriados del Congo y afrocaribeños que llegaron en 1825, constituyen aproximadamente el 2,5 %. Estos dos últimos grupos establecieron un control político en el siglo XIX que mantuvieron hasta bien entrado el siglo XX.

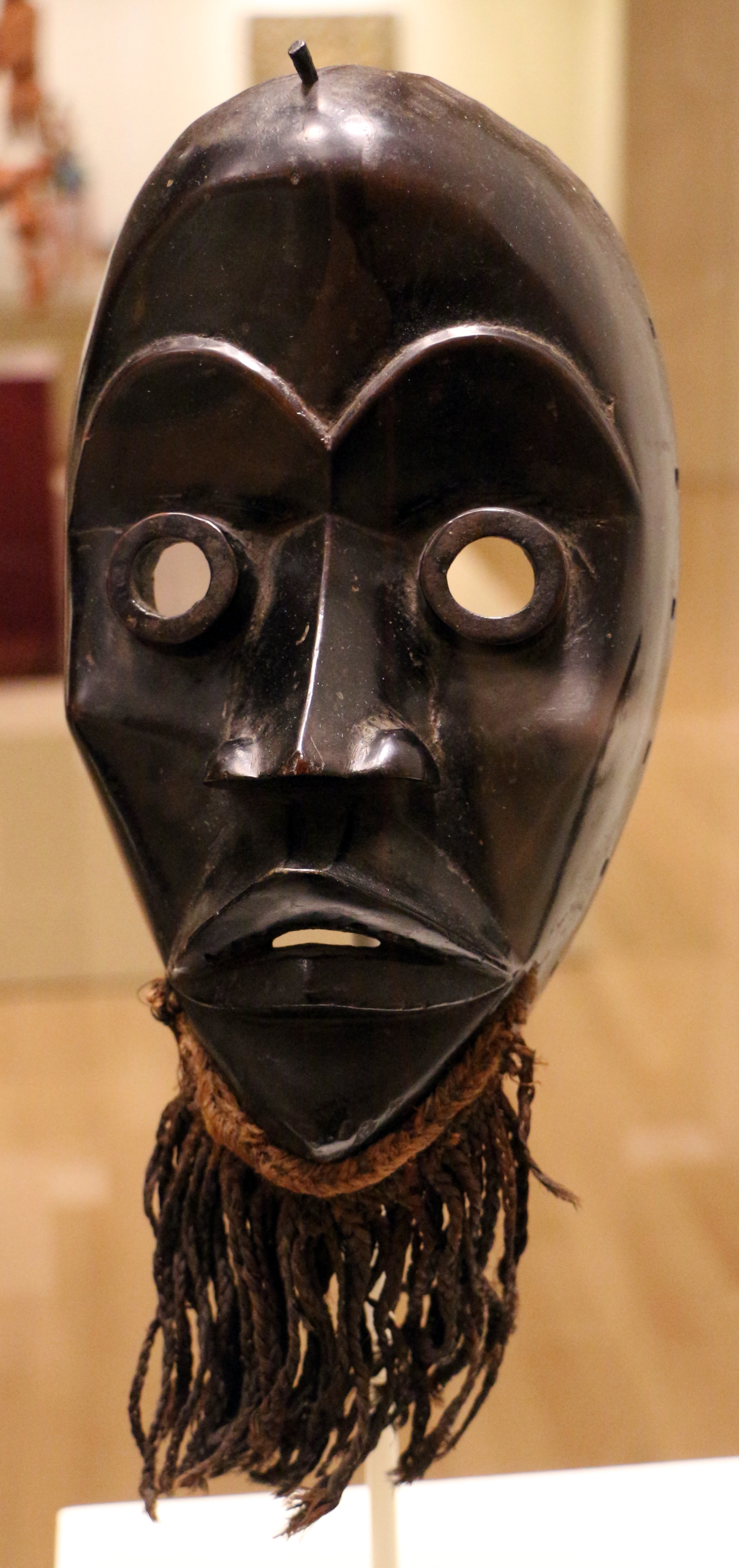
Una máscara de la Etnia dan

La constitución liberiana ejerce el ius sanguinis, el derecho de sangre, lo que significa que normalmente restringe su ciudadanía a «negros o personas de ascendencia negra». Dicho esto, numerosos inmigrantes han llegado como comerciantes y se han convertido en una parte importante de la comunidad empresarial, tales como libaneses, indios y otros nacionales de África Occidental. Existe una alta prevalencia de matrimonios interraciales entre liberianos étnicos y libaneses, lo que da lugar a una importante población mestiza, especialmente en Monrovia y sus alrededores. En el país reside una pequeña minoría de liberianos que son africanos blancos de ascendencia europea.

## Cultura
Liberia fue tradicionalmente célebre por su hospitalidad, instituciones académicas, actividades culturales y trabajos de arte y oficios. En el noroeste del país se siguen usando, de forma menor, dos escrituras autóctonas desarrolladas en el siglo XIX al objeto de proteger las culturas y lenguas locales: el silabario vai y la escritura vah.
Liberia tiene una larga y rica historia en las artes textiles y guata. Los antiguos esclavos que emigraron desde Estados Unidos trajeron a Liberia sus habilidades de costura y guata. El censo de Liberia de 1843 indicó una variedad de ocupaciones, incluidos sombrereros, modistas, costureros y sastres. Liberia celebró ferias nacionales en 1857 y 1858, en donde se otorgaron premios para varias artes de aguja. Una de las más conocidas colcheras liberianas fue Martha Ann Ricks, que presentó una colcha que representaba el famoso árbol del café liberiano a la Reina Victoria en 1892.
En tiempos modernos, los presidentes liberianos presentarían las colchas como regalos oficiales a los gobiernos. La colección del Kennedy Library and Museum incluye una colcha de algodón por Mrs. Jemima Parker que tiene retratos de tanto el presidente liberiano William Tubman y JFK. Zariah Wright-Titus fundó el Arthington (Liberia) Women's Self-Help Quilting Club (1987). A principios de 1990s, el obispo Kathleen documentó ejemplos de colchas liberianas aplicadas. Cuando la actual presidente liberiana Ellen Johnson-Sirleaf se trasladó a la Mansión Ejecutiva, tuvo una colcha hecha en Liberia en su oficina presidencial, según un informe.
A modo de curiosidad, Liberia es uno de los pocos países (junto a Estados Unidos y Birmania) que no aceptan el sistema métrico.

La religión principal es el cristianismo, aunque también hay religiones sincréticas y algunas etnias son practicantes del islam.

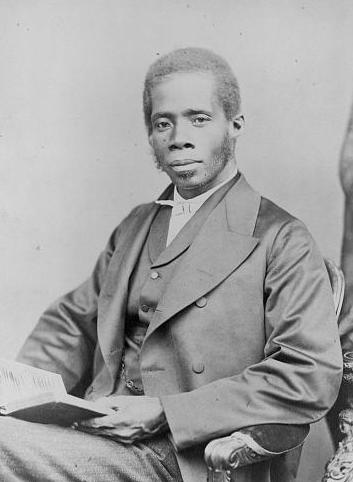
Edward Wilmot Blyden, profesor y estadista, considerado el principal precursor del panafricanismo.

### Medios de Comunicación
Los medios de comunicación de Liberia se reparten entre la prensa escrita, la radio, la televisión, la telefonía fija y móvil e Internet.
Gran parte de la infraestructura de comunicaciones de Liberia fue destruida o saqueada durante las dos guerras civiles (1989-1996 y 1999-2003). Con bajos índices de alfabetización de adultos y altos índices de pobreza, el uso de la televisión y la prensa es limitado, dejando la radio como medio predominante de comunicación con el público.
A pesar de las limitaciones económicas y políticas, los medios de comunicación de Liberia se están expandiendo. El número de periódicos y emisoras de radio registradas (muchas de ellas comunitarias) va en aumento a pesar del limitado potencial del mercado. Y se publican o emiten contenidos políticamente críticos y artículos de investigación.
Los principales periódicos son:
- The Analyst[150]
- Pumah Times
- Daily Observer (fundado en 1981), privado.[151]
- The Daily Talk[152]
- FrontPage Africa, privado.
- The Inquirer, diario privado.
- National Chronicle[153]
- The New Dawn, diario privado[154]
- New Democrat
- New Republic Liberia[155]

Según datos de 1997, había 790 000 receptores de radio, y una emisora de radio estatal, pero ninguna emisora nacional de servicio público; por el contrario, unas 15 emisoras de radio independientes emiten desde Monrovia, y otras 25 emisoras locales operan desde otras zonas; hay transmisiones de 2 emisoras internacionales, según datos de 2007.
En 1997, había 70 000 aparatos de televisión. Hay cuatro cadenas de televisión privadas, pero ninguna de alcance nacional. En 2007 había un servicio de televisión por satélite disponible. Las cuatro cadenas de televisión privadas son:
- Clar TV
- DC TV
- Power TV
- Real TV

Además, funciona el Sistema de Radiodifusión de Liberia, la Televisión Nacional de Liberia (LNTV), propiedad del gobierno.

### Fiestas
| Fecha           | Nombre en español                | Nombre local | Notas                  |
| --------------- | -------------------------------- | ------------ | ---------------------- |
| 1 de enero      | Año Nuevo                        |              |                        |
| 11 de febrero   | Fiesta de las Fuerzas Armadas    |              |                        |
| 14 de marzo     | Día de la Decoración             |              |                        |
| 15 de marzo     | Cumpleaños de J.J. Robert        |              |                        |
| 6 de abril      | Viernes Santo                    |              | Católica y protestante |
| 9 de abril      | Lunes de Pascua                  |              | Católica y protestante |
| 13 de abril     | Día de ayuno                     |              |                        |
| 14 de mayo      | Fiesta de la Unidad              |              |                        |
| 26 de julio     | Día Nacional                     |              | Fiesta Nacional        |
| 24 de agosto    | Día de la Bandera                |              |                        |
| 1 de noviembre  | Acción de Gracias                |              |                        |
| 29 de noviembre | Cumpleaños del Presidente Tubman |              |                        |
| 25 de diciembre | Día de Navidad                   |              | Católica y protestante |

## Deportes

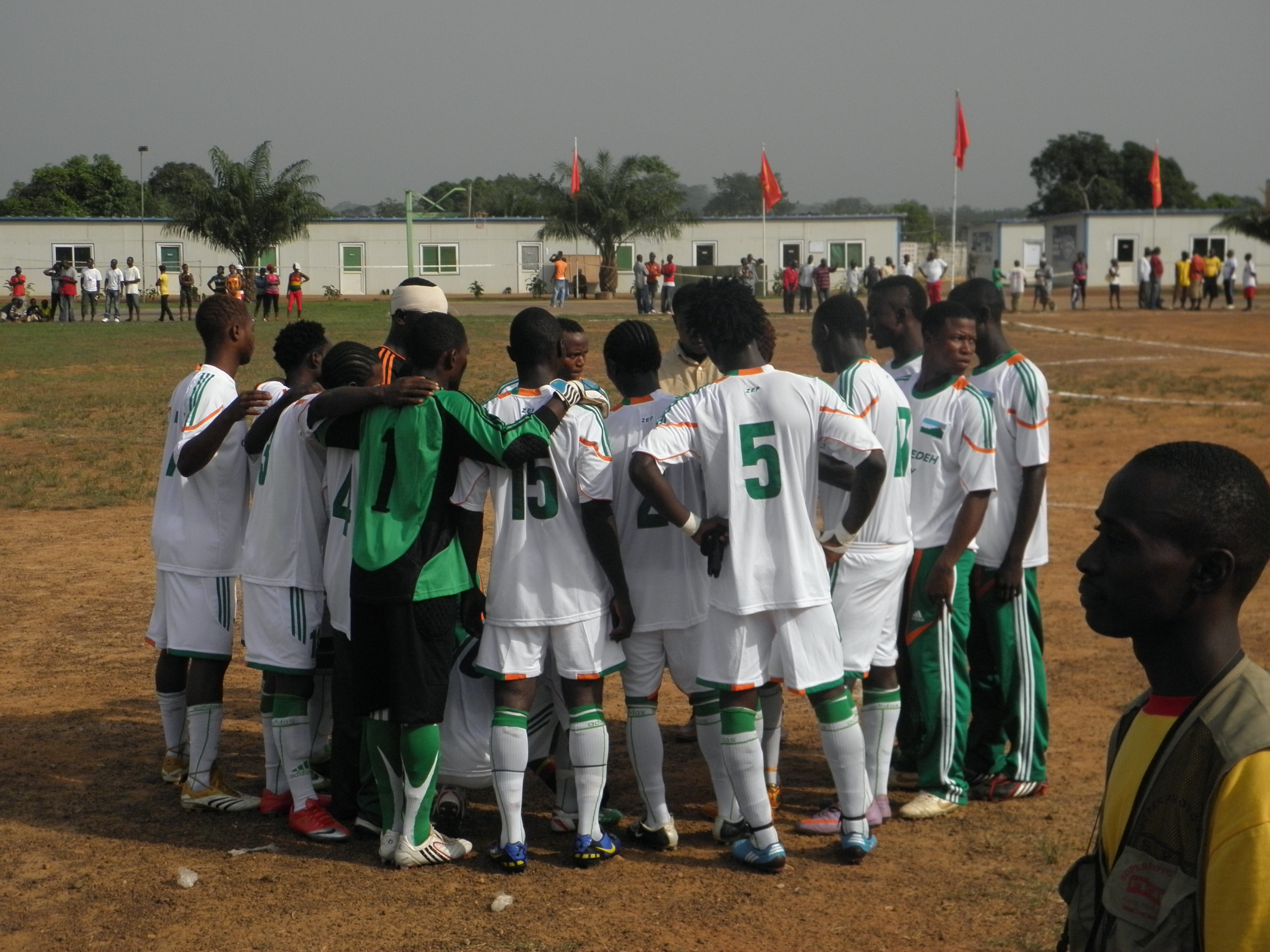
Equipo de fútbol del condado de Grand Gedeh en el estadio deportivo Albert T. White en Zwedru

El fútbol es el deporte nacional del país, gracias sobre todo a la figura del presidente George Weah, considerado como uno de los mejores futbolistas africanos de la historia, y quien ha invertido buena parte del dinero que ha ganado a lo largo de su carrera en financiar los gastos de la selección liberiana de fútbol y en crear infraestructuras que permitan hacer crecer el nivel de los jugadores locales.
Aparte del fútbol, es muy popular en el país el fútbol americano debido a la influencia de Estados Unidos y a la presencia de varios jugadores de origen liberiano, aunque la mayoría ya nacidos en Estados Unidos, en la NFL.